# Hann. Münden
Hannoversch Münden, officieel afgekort Hann. Münden (of kortweg Münden) is een stad en gemeente in de Duitse deelstaat Nedersaksen. De gemeente maakt als selbständige Gemeinde deel uit van het Landkreis Göttingen. Hannoversch Münden telt 23.504 inwoners, en is gelegen op de plaats waar de Werra en de Fulda samenvloeien en de Wezer vormen.

## Delen van Hann. Münden
De gemeente bestaat uit:
- de Kernstadt Hann. Münden, met inbegrip van de stadsdelen:
  - Altmünden
  - de Innenstadt (de binnenstad), en verder
  - Hermannshagen, Kattenbühl, Neumünden en Questenberg.
- tien zogenaamde Ortschaften, doorgaans tot 1973 zelfstandige gemeentes:
  - Bonaforth
  - Gimte (met Hilwartshausen)
  - Hedemünden
  - Hemeln (met Bursfelde en Glashütte)
  - Laubach
  - Lippoldshausen
  - Mielenhausen
  - Oberode
  - Volkmarshausen
  - Wiershausen.

### Enige nadere gegevens over de 10Ortschaften
- Bonaforth (427): 3 km ZW; aan de zuidoever van de Fulda
- Gimte (1.904, incl. Hilwartshausen): 2 km N, aan de oostoever van de Wezer; het oostelijk aansluitende Hilwartshausen heeft aan de Bundesstraße 3 een groot bedrijventerrein voor midden- en kleinbedrijf.
- Hedemünden (1.275): 8 km O, aan de noordoever van de Werra; het dorp heeft een bedrijventerrein voor logistieke centra e.d. en een eigen Autobahn-afrit en spoorwegstation.
- Hemeln (870, incl. de minder dan 100 inw. tellende dorpjes Bursfelde en Glashütte): 11 km N; aan de oostoever van de Wezer; met veerverbinding over deze rivier naar Reinhardshagen.
- Laubach (364): 6 km OZO, aan de zuidoever van de Werra
- Lippoldshausen (621): 5 km O, aan de noordoever van de Werra
- Mielenhausen (387): 7 km NO, aan de Bundesstraße 3, niet ver van het naburige Scheden
- Oberode (654): direct ten ZW van Hedemünden, aan de zuidoever van de Werra
- Volkmarshausen (736): 4 km NO, aan de Bundesstraße 3
- Wiershausen (681): direct ten N van Lippoldshausen

Tussen haakjes het aantal inwoners per 31 december 2023, als vermeld op de gemeentelijke webpagina's over iedere individuele Ortschaft. 3 km NO betekent: drie kilometer ten noordoosten van het centrum van de stad Hann. Münden.

## Geografie, infrastructuur
Hann. Münden is gelegen op de plaats waar de Werra en de Fulda samenvloeien en de Wezer vormen, en beschikt daar over een bescheiden binnenhaven (Weserumschlagstelle). De stad ligt dus tussen een aantal middelgebergtes in. In het noordwesten ligt, ten noorden van de Fulda en ten westen van de Wezer, het Reinhardswald. Ten noorden van de Werra en ten oosten van de Wezer ligt het Bramwald (waar het riviertje de Schede doorheen loopt en in de Wezer uitmondt). Het Reinhardswald en het Bramwald worden gerekend tot het Weserbergland. De heuvelruggen tussen de Werra en de Fulda, aan de zuidkant van de gemeente, behoren tot het Kaufunger Wald, dat weer een gedeelte is van het Fulda-Werra-Bergland. Al deze middelgebergtes zijn grotendeels bebost, en de hoogste toppen reiken tot 400 à 450 meter boven de zeespiegel. De hoogte van het dal, waarin de stad zelf ligt, is circa 125 meter boven Normalnull.

### Naburige gemeentes
- In het zuidwesten: Staufenberg, en verderop Kassel, HS, ca. 15 km
- In het westen: Reinhardshagen, HS, en het gemeentevrije gebied Reinhardswald, HS
- In het uiterste noordwesten: Wesertal, HS
- In het noorden/noordoosten: Adelebsen, alsmede in de Samtgemeinde Dransfeld: Niemetal, Bühren en Scheden
- Verderop in het noordoosten: Göttingen, 30 à 35 km, afhankelijk van de gekozen route
- In het oosten: Jühnde
- In het zuidoosten: Witzenhausen, HS.

De toevoeging HS betekent: gelegen in de deelstaat Hessen.

### Verkeer en vervoer

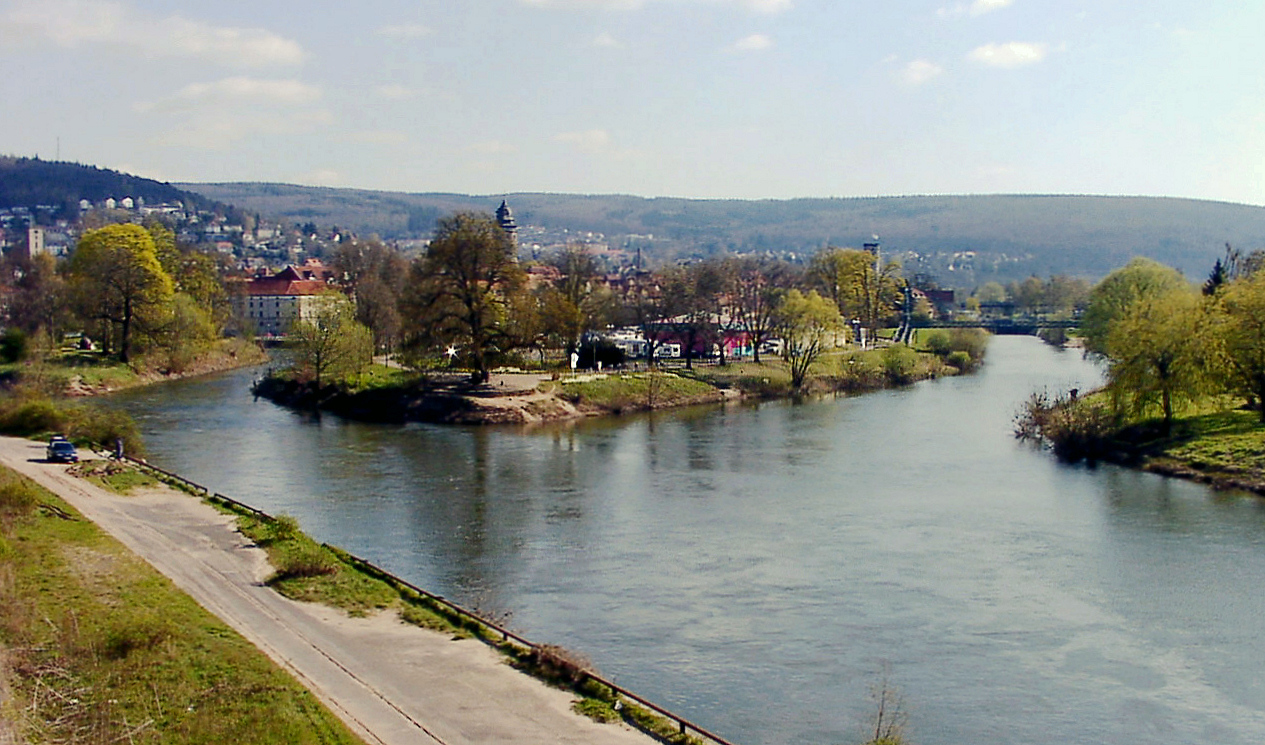
Samenvloeiing van de Werra (links) en de Fulda (rechts) tot de Wezer (vooraan)
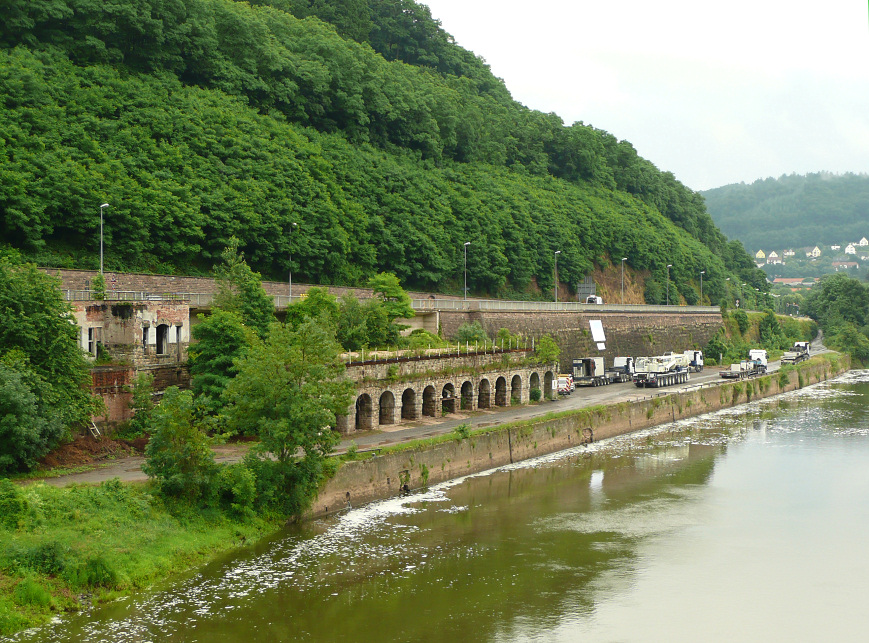
De Weserumschlagstelle te Hann. Münden
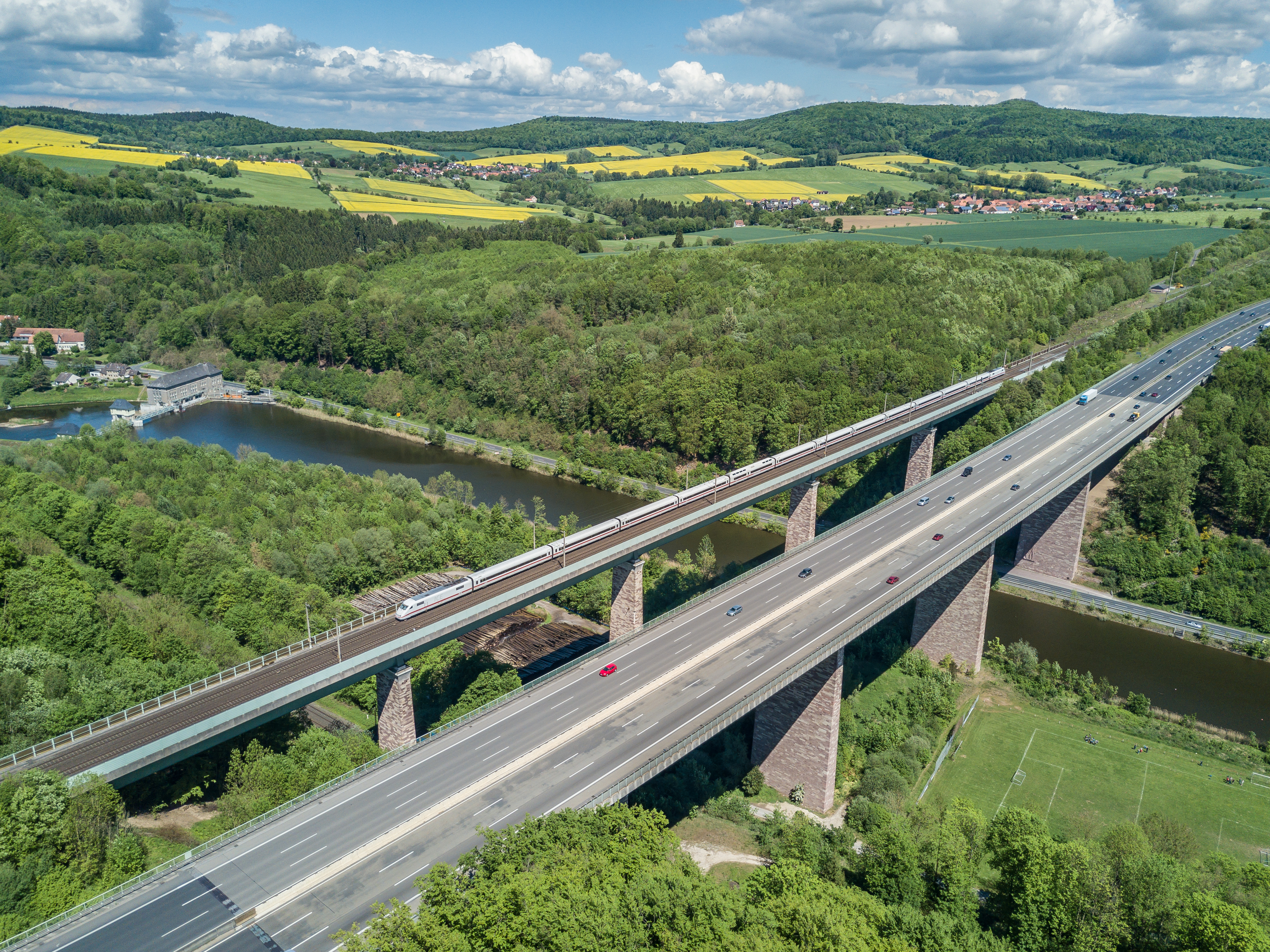
De beide bruggen over de Werra bij Hedemünden in de A7 en de HSL, 2017
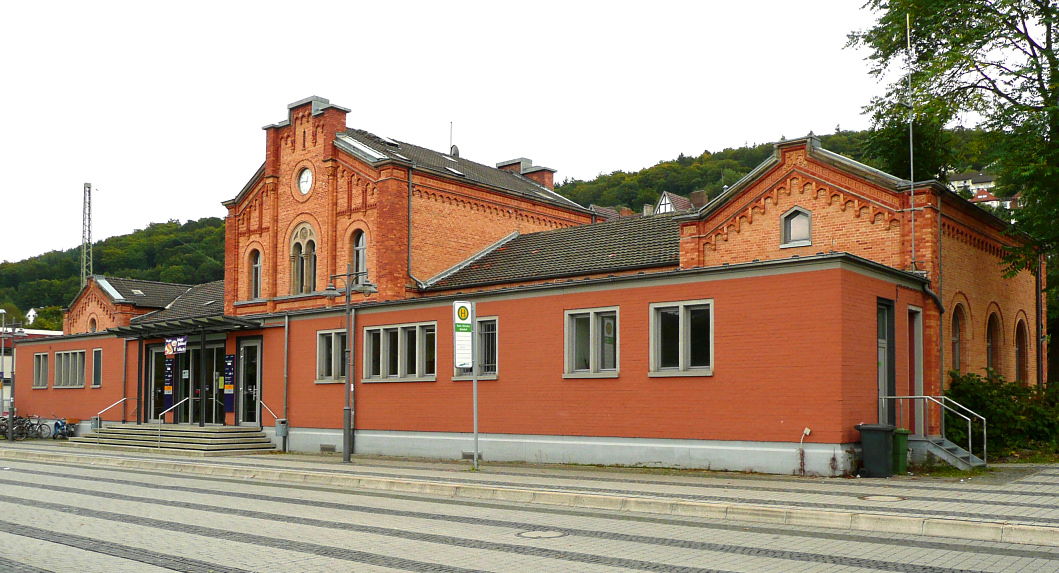
Station
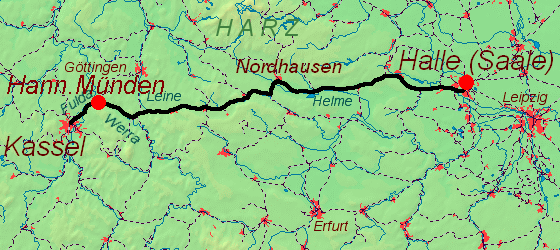
Traject Halle - Hann. Münden
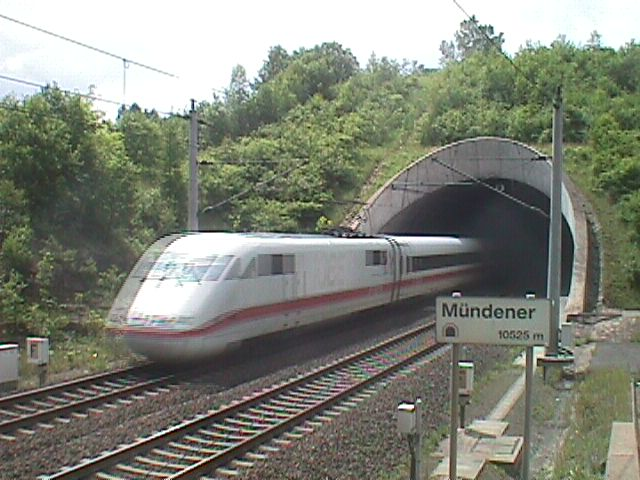
Ingang HSL-tunnel aan de kant van Hedemünden
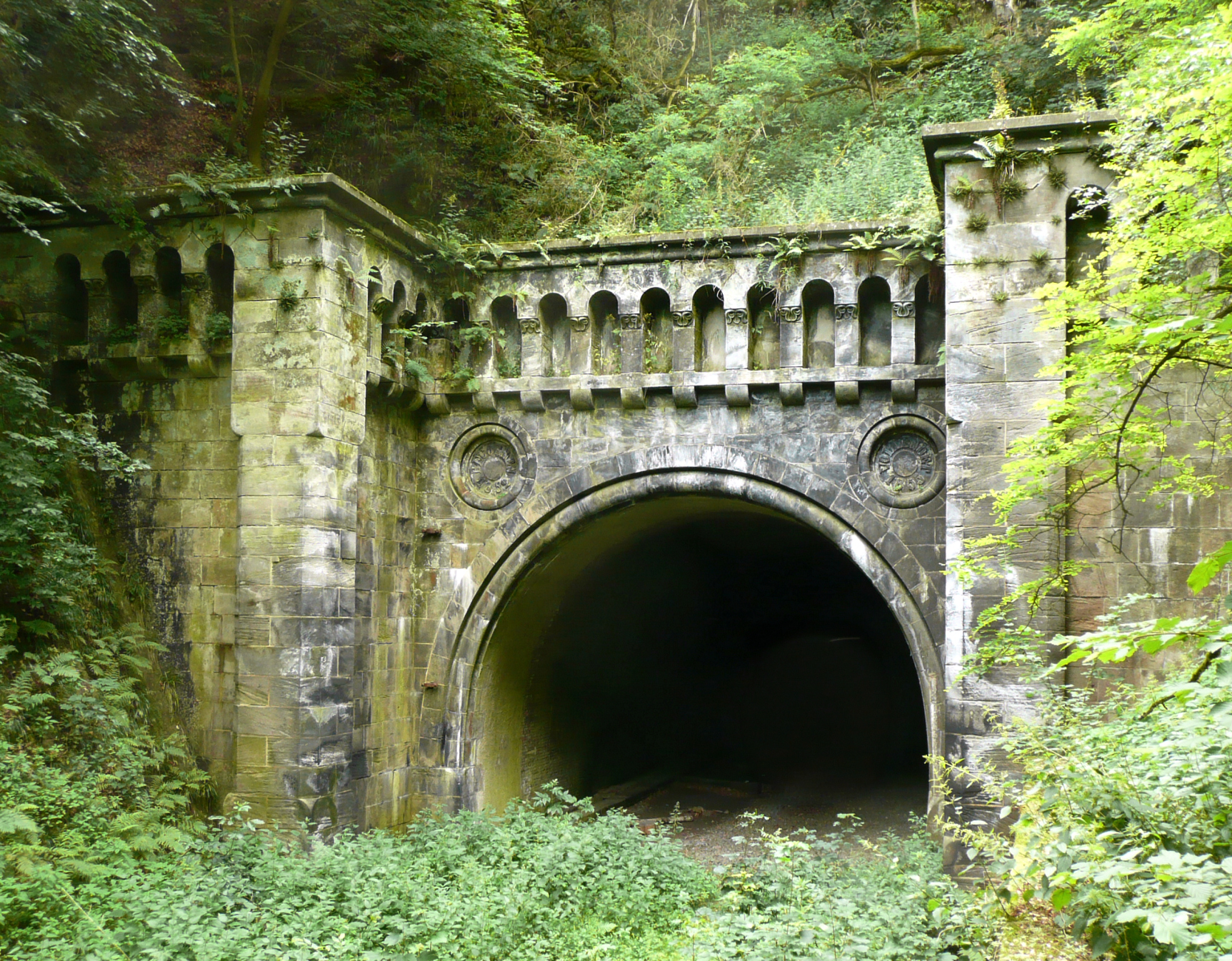
Voormalige tunnel in de opgeheven spoorlijn naar Göttingen
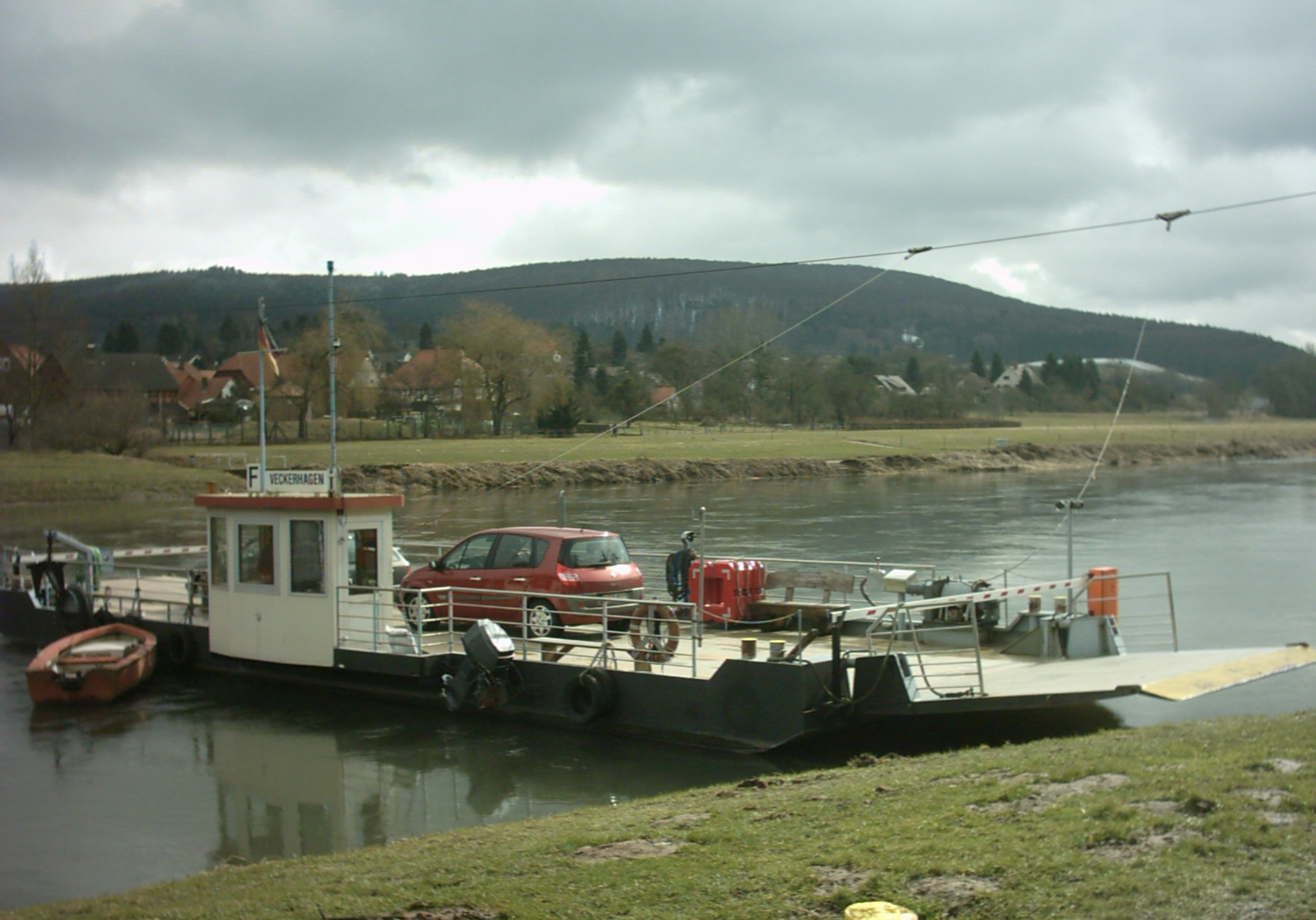
Veckenhagener veer over de Wezer, bij Hemeln

De dichtstbijzijnde Autobahn is de A 7. Op afrit 76 te Staufenberg takt de 10 km lange Bundesstraße 496 aan, die eindigt in Hann. Münden. Afrit 75 te Hedemünden ligt bij een bedrijventerrein. Andere hoofdwegen in de gemeente zijn:
- de Bundesstraße 3, zuidwaarts langs de Fulda richting Kassel
- de Bundesstraße 3, noordoostwaarts langs Mielenhausen naar Göttingen
- de Bundesstraße 80, zuidoostwaarts langs de Werra richting Witzenhausen
- de Bundesstraße 80, noordwestwaarts langs de westoever van de Wezer richting Bad Karlshafen; parallel hieraan loopt een kleinere weg langs de oostelijke oever; er zijn echter tussen Hann. Münden en Gieselwerder, 27 km noordelijker, geen bruggen. Wel vaart er een veerpont over de Wezer tussen Hemeln en Reinhardshagen.

Het station van de stad ligt aan de spoorlijn Hannover - Kassel, waarover alleen op het traject naar Kassel Hbf nog treinen rijden en aan de in 1990 gerenoveerde spoorlijn Halle - Hann. Münden naar Halle (Saale). Aan deze laatste spoorlijn heeft, 8½ kilometer verderop, ook Hedemünden een station.
Ten westen van Hedemünden ligt sedert 1937 in de Autobahn een brug over het dal van de Werra. De oude brug is intussen al twee keer vervangen, en omstreeks 1989 is er een brug in de HSL spoorlijn Hannover - Würzburg naast gelegd. Slechts enkele honderden meters ten zuiden van deze brug loopt het tracé van de HSL door een 10,5 km lange tunnel, de Mündener Tunnel, onder het gebergte, een van de langste tunnels van geheel Duitsland.

## Economie
De belangrijkste middelen van bestaan in de gemeente Hann.Münden zijn het toerisme en de handel en logistiek. De gunstige ligging bij wegenknooppunten is o.a. voor een pakketpostbedrijf, een supermarktketen en een groothandel in auto-onderdelen aanleiding geweest, er een zeer groot distributiecentrum te vestigen. Verder huisvesten de drie industrieterreinen in de gemeente enkele middelgrote fabrieken (150-250 medewerkers, o.a. verpakkingsmiddelen, rubber slangen) in uiteenlopende branches en verder regionaal en lokaal midden- en kleinbedrijf.
In de dienstensector is nog een klein ziekenhuis, gespecialiseerd in nierziekten, vermeldenswaard.

## Geschiedenis

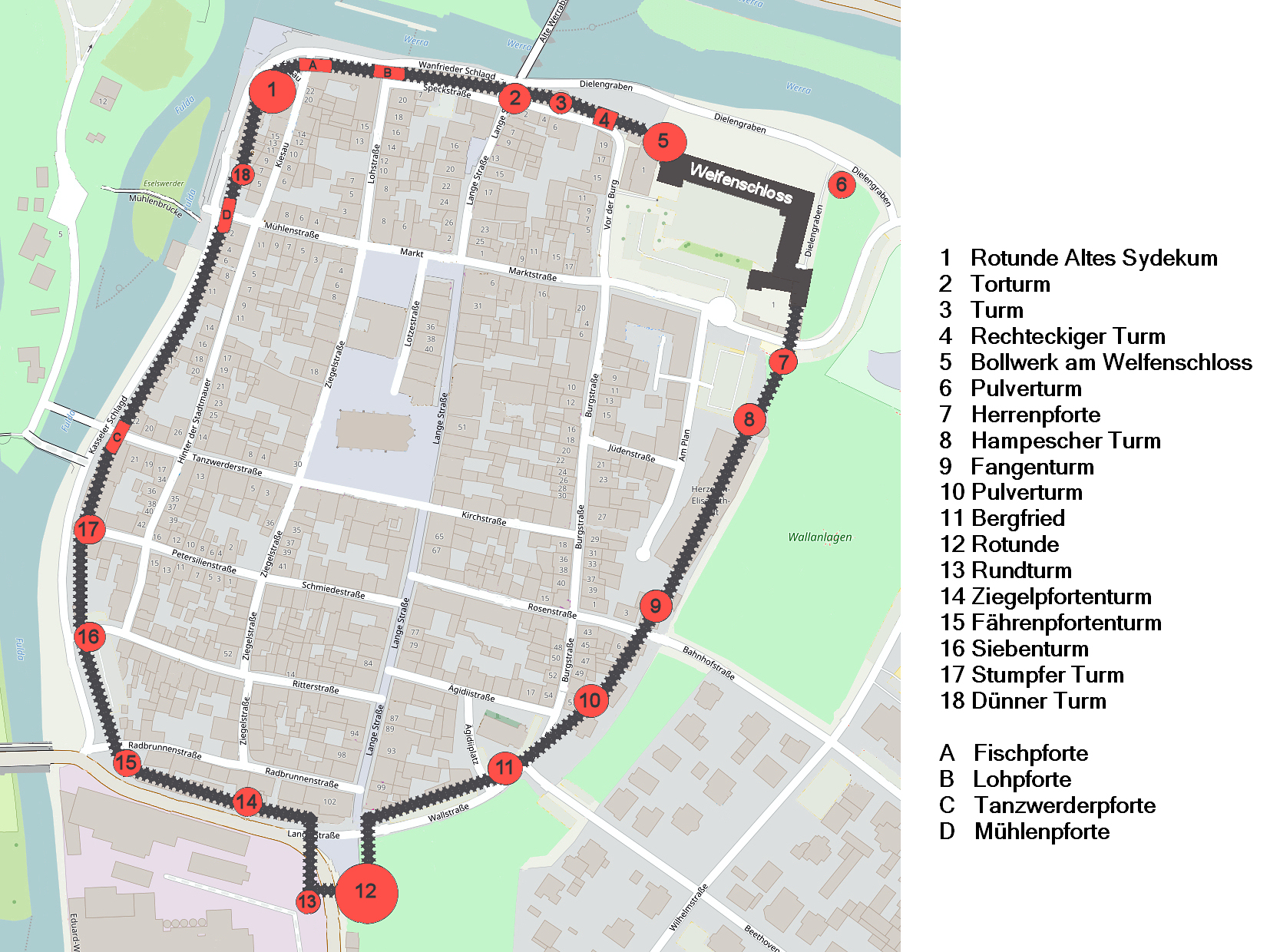
Plattegrond stadswallen en -torens, Hann. Münden
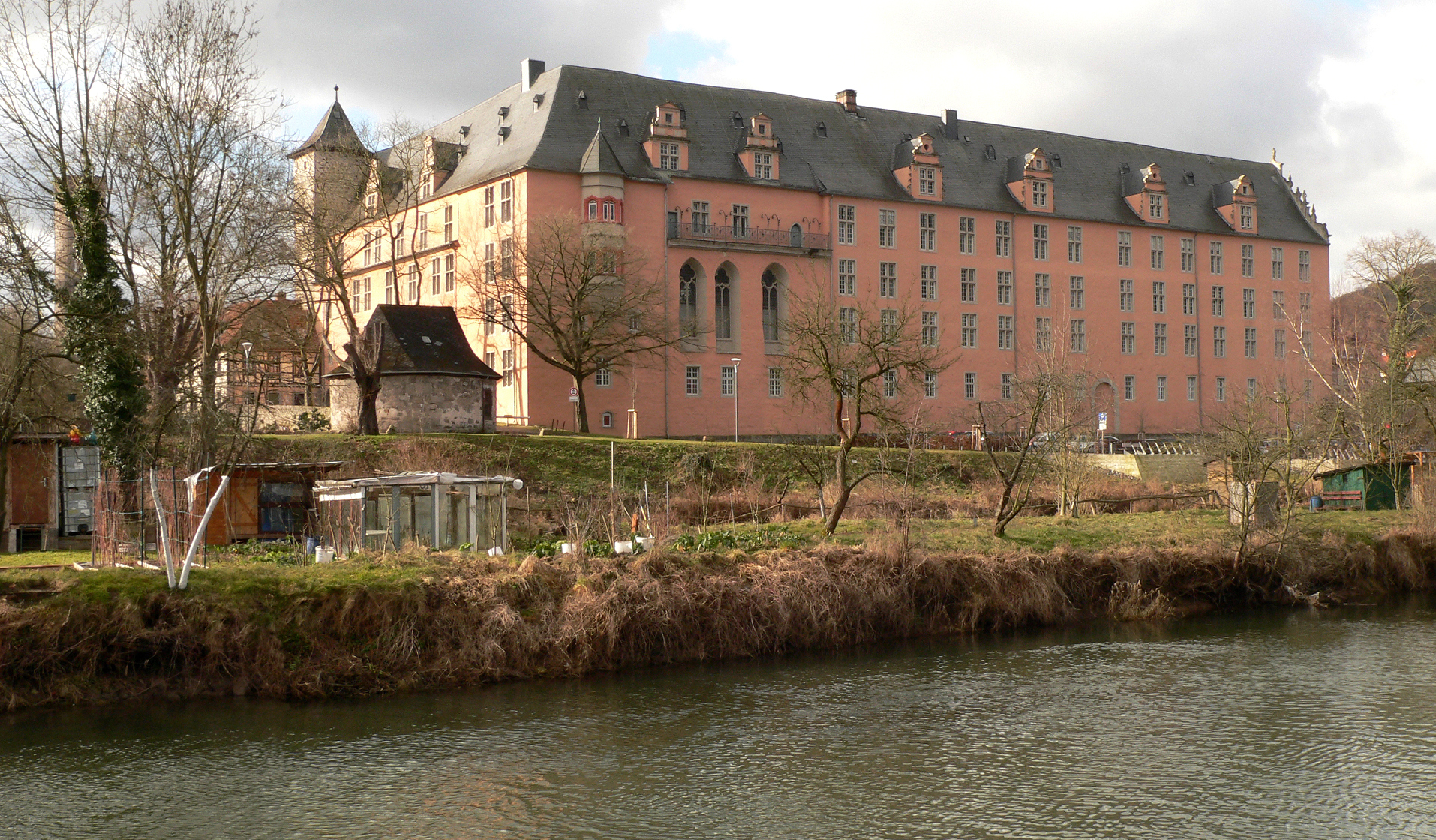
Kasteel, vanaf de overkant van de Werra gezien
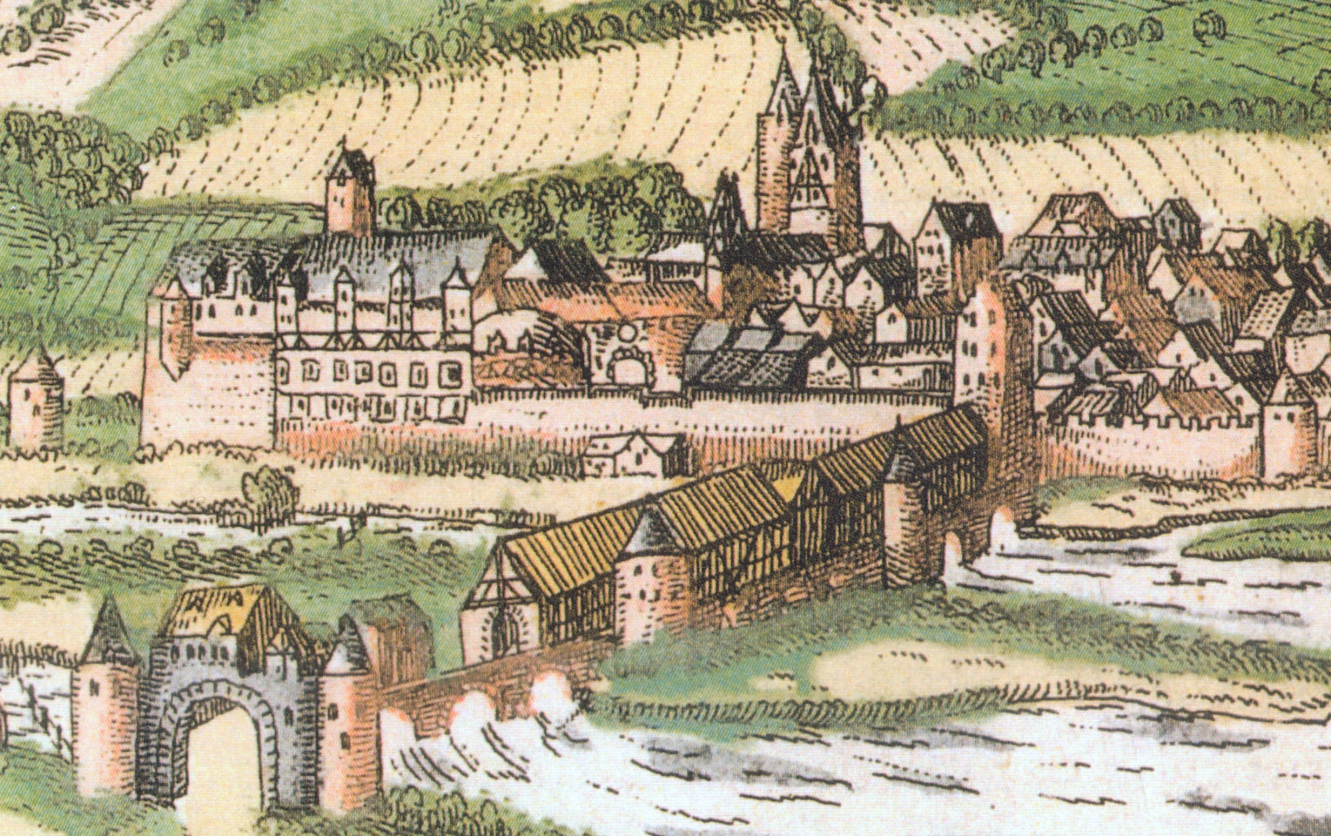
Gezicht op Münden, 1610
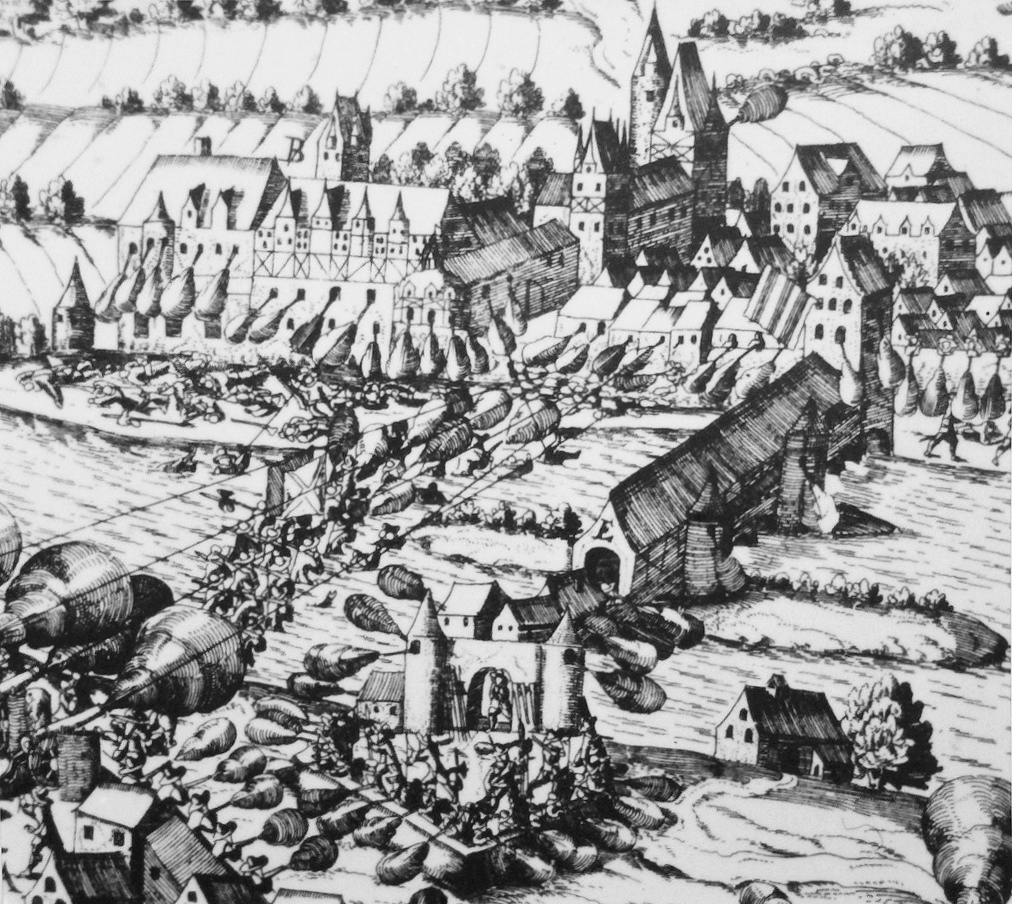
Belegering van Münden door de troepen van Tilly, Dertigjarige Oorlog (1626)
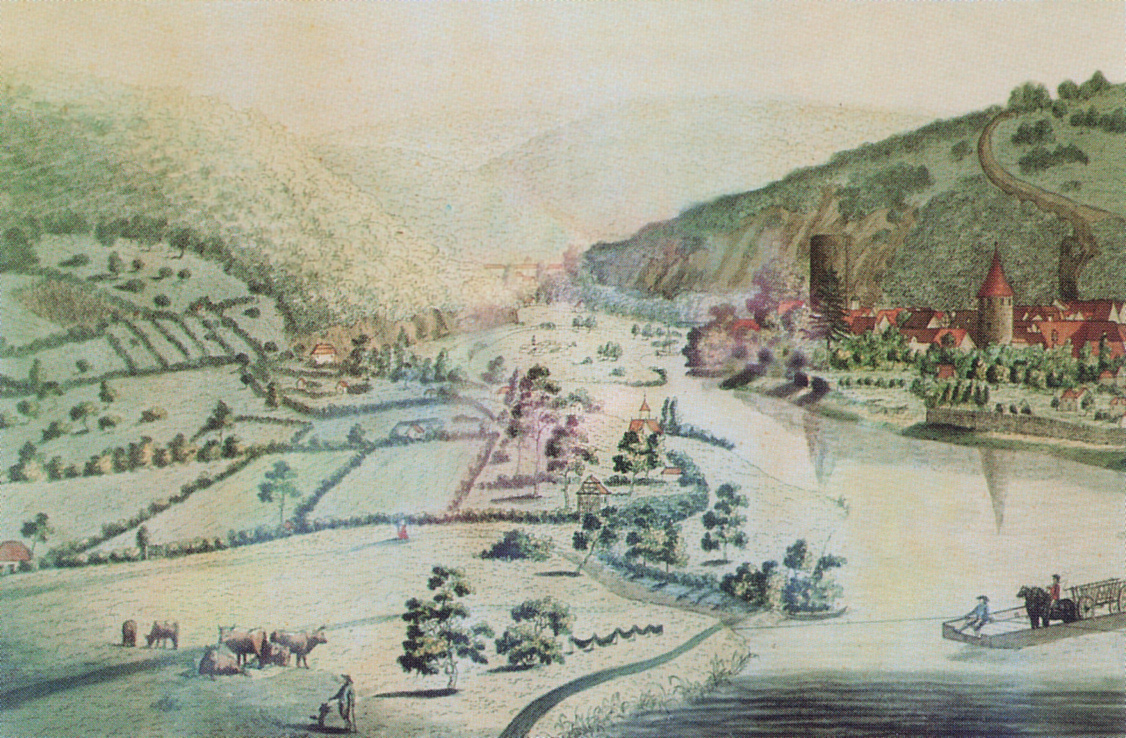
Stadsdeel Altmünden, 1791

Reeds vanaf circa 4.000 v.C. hebben mensen in of rondom de huidige stad gewoond. Dit is uit archeologisch onderzoek gebleken. Omstreeks A.D. hebben de Romeinen in de omgeving van het huidige Hedemünden een militair kamp gehad; zie: Hedemünden (Romeins legerkamp).
Ten tijde van Karel de Grote komen de eerste schriftelijke vermeldingen van plaatsen rondom het huidige Hann. Münden voor (Gimundi (Altmünden) en Hilwartshausen omstreeks 817; Hemeln in 834). In de middeleeuwen bouwde men hier ook enige belangrijke kloosters e.d.: (in 960 kanunnikessen-sticht (grosso modo levend naar de kloosterregel van de Augustinessen) Hilwartshausen; in 1093 de benedictijnen-abdij Bursfelde).
In de 11e eeuw ontwikkelde het huidige stadje zich als handelsnederzetting bij een voorde in de rivier de Werra. Stadsrechten werden in of vóór 1183 verleend. In dat jaar wordt in een document van Lodewijk III van Thüringen, landgraaf van Thüringen, Gimunde, Münden, als stad genoemd. In 1247 stierf de laatste markgraaf, Hendrik Raspe IV, en hertog Otto het Kind van het Hertogdom Brunswijk-Lüneburg erfde het gebied. Otto verleende Münden uitgebreidere stads-, markt- en stapelrechten. In de 13e eeuw werd een stenen brug over de Werra en een stenen stadsomwalling gebouwd. Een tijdelijke terugslag volgde door een overstromingsramp op 22 juli 1342 en de pestepidemie Zwarte Dood, omstreeks 1350.
Van 1495 tot 1584 was Münden residentiestad van een door erfdeling afgesplitst Hertogdom Calenberg-Göttingen (zie: Calenberg; Göttingen). In deze tijd werd het slot van Münden gebouwd, in opdracht van vorst Erik I van Brunswijk-Calenberg-Göttingen, die de vorstendommen Calenberg en Göttingen van 1495 tot 1540 bestuurde. Erik's opvolgers waren diens weduwe Catharina, die met hulp van de belangrijke reformator Anton Corvinus de Reformatie doorvoerde, zijn zoon Erik II, die katholiek was en zich in de aanloop naar de Tachtigjarige Oorlog in de Nederlanden berucht maakte, en na diens overlijden in 1584 hertog Julius van Brunswijk-Wolfenbüttel. Münden maakte nu deel uit van het Vorstendom Brunswijk-Wolfenbüttel.
Van 1603-1618 werd het fraaie stadhuis van Münden gebouwd, met gedeeltelijk behoud van een ouder, 13e-/14e-eeuws gebouw. Van 1618 tot 1648 leed de stad zeer sterk als gevolg van de Dertigjarige Oorlog. Met name de Bloedige Pinksteren van 1626 was een dieptepunt in de geschiedenis van Münden. De stad was toen in protestantse handen en werd door katholieke troepen onder de veldheer Tilly belegerd, ingenomen, geplunderd, grotendeels afgebrand en vrijwel geheel uitgemoord. Vanaf 1648 lag Münden in het uiterste zuidwesten van het Hertogdom Brunswijk-Lüneburg, en vanaf 1705 in het Keurvorstendom Brunswijk-Lüneburg, aan de grens met het Landgraafschap Hessen-Kassel. De Zevenjarige Oorlog (1756-1763) veroorzaakte in de stad opnieuw veel ellende en schade. Onder andere het kasteel, waarin tijdelijk een kazerne was ondergebracht, werd gedeeltelijk verwoest; het kasteel diende later als graanopslagplaats en is anno 2023 een kantoorpand, zetel van overheidsinstellingen, de openbare bibliotheek en het plaatselijke streekmuseum.
Het dorp Oberode was van 1570-1920 vestigingsplaats van pottenbakkerij en kleinschalige fabricage van keramiek. Wiershausen en Volkmarshausen hadden tot aan de 19e eeuw enige linnenweverijen; de boeren in de omgeving van deze dorpen verbouwden in de 17e en 18e eeuw op hun akkers veel vlas.
Na de Napoleontische tijd lag Münden van 1813-1866 in het Koninkrijk Hannover, van 1866-1871 in het Koninkrijk Pruisen en vanaf 1871 in het Duitse Keizerrijk. In de 19e eeuw werden bruggen en spoorlijnen aangelegd, waardoor zich in de stad enige industrie, in uiteenlopende bedrijfstakken, vestigde.
Van 1868 tot 1971 bevond zich in de stad een belangrijke hogere bosbouwschool. Van 1946 tot 2007 was ook de politieacademie van Nedersaksen te Hann. Münden gevestigd.
Hann. Münden was van 1901-1993 een garnizoensstad voor genietroepen, in het Duits Pioniere of Pioniertruppen geheten.
Begin 1937 kwam na anderhalf jaar bouwtijd de voor die tijd spectaculaire, nieuwe Autobahnbrug over de Werra bij Hedemünden gereed. Het was een van de grootste en meest prestigieuze infrastructuurprojecten van Adolf Hitlers Derde Rijk. Talrijke keren was de brug te zien in propagandafilms e.d. van de nazi's. De brug werd ook voorzien van een nog aanwezig reliëf, dat een ingenieur naast een arbeider voorstelt.
Van de Joden van Hann.Münden wisten de meesten, door tijdig Nazi-Duitsland te ontvluchten, de Holocaust te ontlopen; de ruim 20 achterblijvers vonden allen een gruwelijke dood in de vernietigingskampen.
In april 1945, aan het eind van de Tweede Wereldoorlog, werd de Autobahnbrug door Duitse genietroepen opgeblazen, om de opmars van de geallieerden te vertragen, maar dezen wisten Münden toch zonder al te veel gevechten te veroveren. In de herfst van dat jaar werd de brug al provisorisch hersteld. Kort daarvóór, in juli, verongelukte bij de ruïne van de verwoeste brug een autobus, waarbij 40 van de inzittenden om het leven kwamen.
De toevoeging Hann. in de naam van het stadje verwijst naar het keurvorstendom resp. koninkrijk Hannover, waartoe Münden in de 19e eeuw behoorde, en was noodzakelijk om verwarring te voorkomen met het Westfaalse Minden, dat stroomafwaarts aan de Wezer ligt. Sinds 1971 is de naam officieel Hann. Münden, waarbij Hann. niet alleen afgekort wordt geschreven, maar meestal ook zo uitgesproken.
Een journalist ontdekte in 2008 in het gemeentearchief van Hann. Münden dat Adolf Hitler ereburger van de stad was. In de periode dat Hitler aan de macht was, werd hij door vrijwel elke stad tot ereburger benoemd. De plaatselijke gemeenteraad heeft zijn ereburgerschap meteen ingetrokken.

## Bezienswaardigheden, toerisme
- De historische binnenstad van Hann. Münden is bijzonder rijk aan vakwerkhuizen en gebouwen in de stijl van de Wezerrenaissance, waaronder het raadhuis.
- De tussen 1280 en de 17e eeuw gebouwde, en vele malen gerenoveerde, Sint-Blasiuskerk heeft een zeer bezienswaardig interieur, met o.a. twee altaarstukken, een fraai orgel, enz.

- De ligging aan de samenvloeiing van de rivieren Fulda en Werra is niet alleen strategisch, maar ook fraai. Bij de samenvloeiing ligt een door een rivierarm in tweeën gespleten riviereilandje, dat al sedert de 15e eeuw een evenementenlocatie is, getuige de naam Tanzwerder (Danswaard).
- In het voormalige hertogelijke kasteel is het stedelijke museum ondergebracht, met o.a. archeologische vondsten en aandacht voor het werk van de beeldhouwer Gustav Eberlein.
- De kleine, voormalige Egidiuskerk (17e- 18e eeuw) herbergt een christelijk café, waar het de bedoeling is, gebed of meditatie met het genot van een kop koffie te combineren. In dit gebouw is de bekende Doktor Eisenbart begraven.
- Van de oude, middeleeuwse stadsommuring zijn verscheidene fragmenten bewaard gebleven. Ook zijn, evenals in Amersfoort (Nederland), huizen gebouwd, waarvan de oude stadsmuur een gedeelte van de constructie vormt. Verscheidene oude stadstorens zijn bewaard gebleven, waaronder de Fährenpfortenturm. Deze toren (die bezichtigd kan worden en een klein, beperkt geopend, museum over de 19e-eeuwse industrie bevat) diende van 1848 tot na 1975 een fabrikant van munitie voor jachtgeweren tot loodtoren.
- De gemeente Hann. Münden, waarvan de kernstad de status van staatlich anerkannter Erholungsort heeft, ligt tussen enige middelgebergtes, waar fraaie bossen en uitzichtpunten noden tot lange wandel- of fietstochten.
  - Zo eindigt of begint de Fulda-Radweg, een langeafstands-fietsroute, in Hann. Münden.
  - Ook de Weserradweg begint hier.
  - Ook de Weser-Harz-Heide-Radweg begint hier.
  - Dat geldt ook voor de Werratal-Radweg.
  - De internationale langeafstands-wandelroute Fernwanderweg E6 doet Hann. Münden aan.
- Niet alleen in Hann. Münden zelf, maar ook in veel van de omliggende dorpen zijn enige schilderachtige, oude vakwerkhuizen, en soms ook klooster- of kasteelruïnes, met fraai uitzicht, te vinden. Enkele van deze plaatsjes hebben ook een cultuur- of architectuurhistorisch interessante dorpskerk.
  - De Kloosterkerk van Bursfelde bestaat feitelijk uit twee, aan elkaar gebouwde kerkgebouwen. Het oude kloostercomplex speelde in de 15e en 16e eeuw een belangrijke rol in de ontwikkeling van de Moderne Devotie; zie: Congregatie van Bursfelde. Het is tegenwoordig een evangelisch-luthers bezinnings- en congrescentrum. In de kerk vinden regelmatig concerten en kooruitvoeringen plaats.
- In Hann. Münden worden regelmatig toeristische muziek- en andere evenementen gehouden, waaronder een festival, dat in het teken staat van de historische Doktor Eisenbart.
  - De in 1885 gebouwde uitzichttoren Tillyschanze, met restaurant, is een geliefd doel voor uitstapjes. Regelmatig worden hier ook evenementen, zoals concerten en markten georganiseerd.

## Afbeeldingen

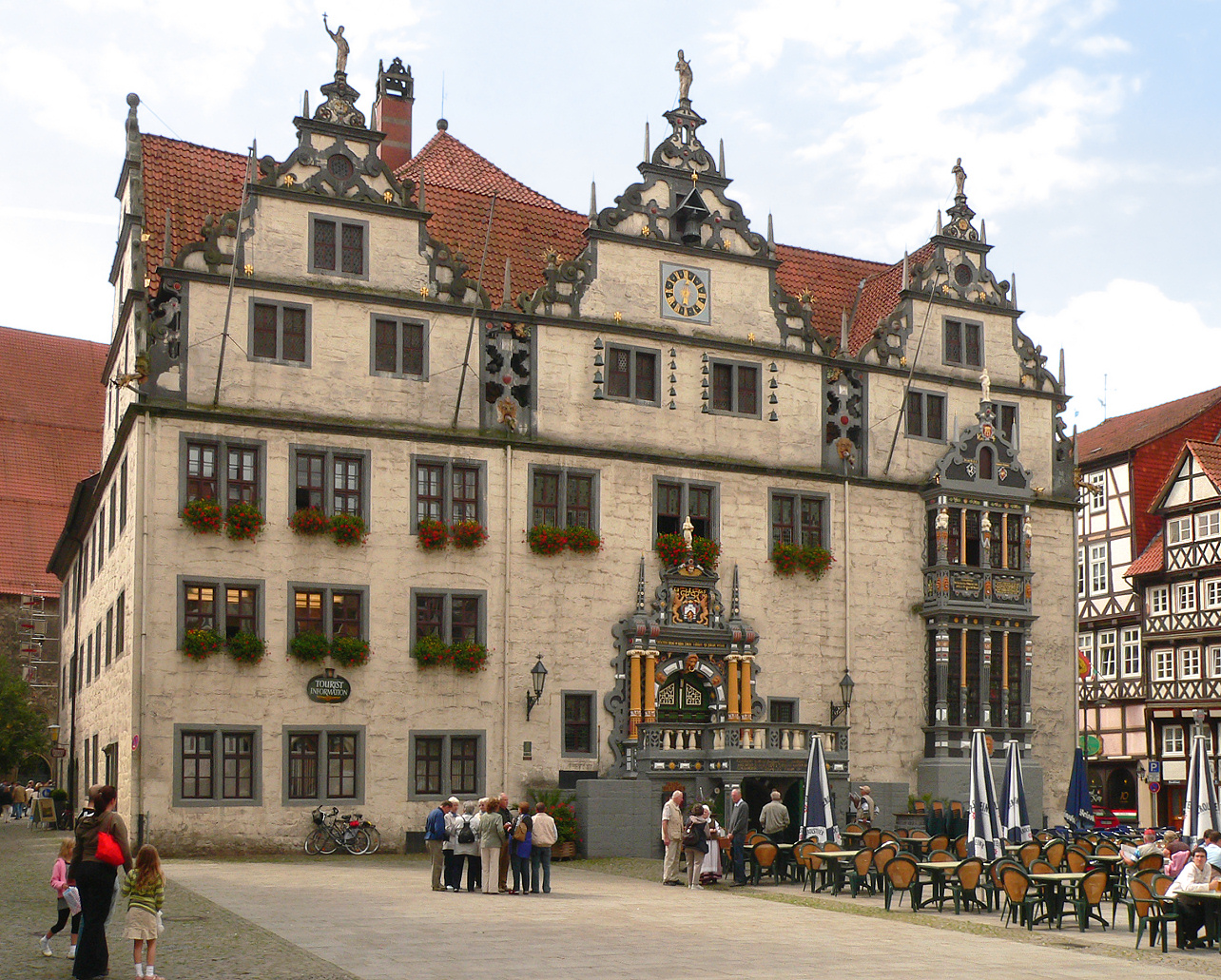
Stadhuis in de stijl der Wezerrenaissance
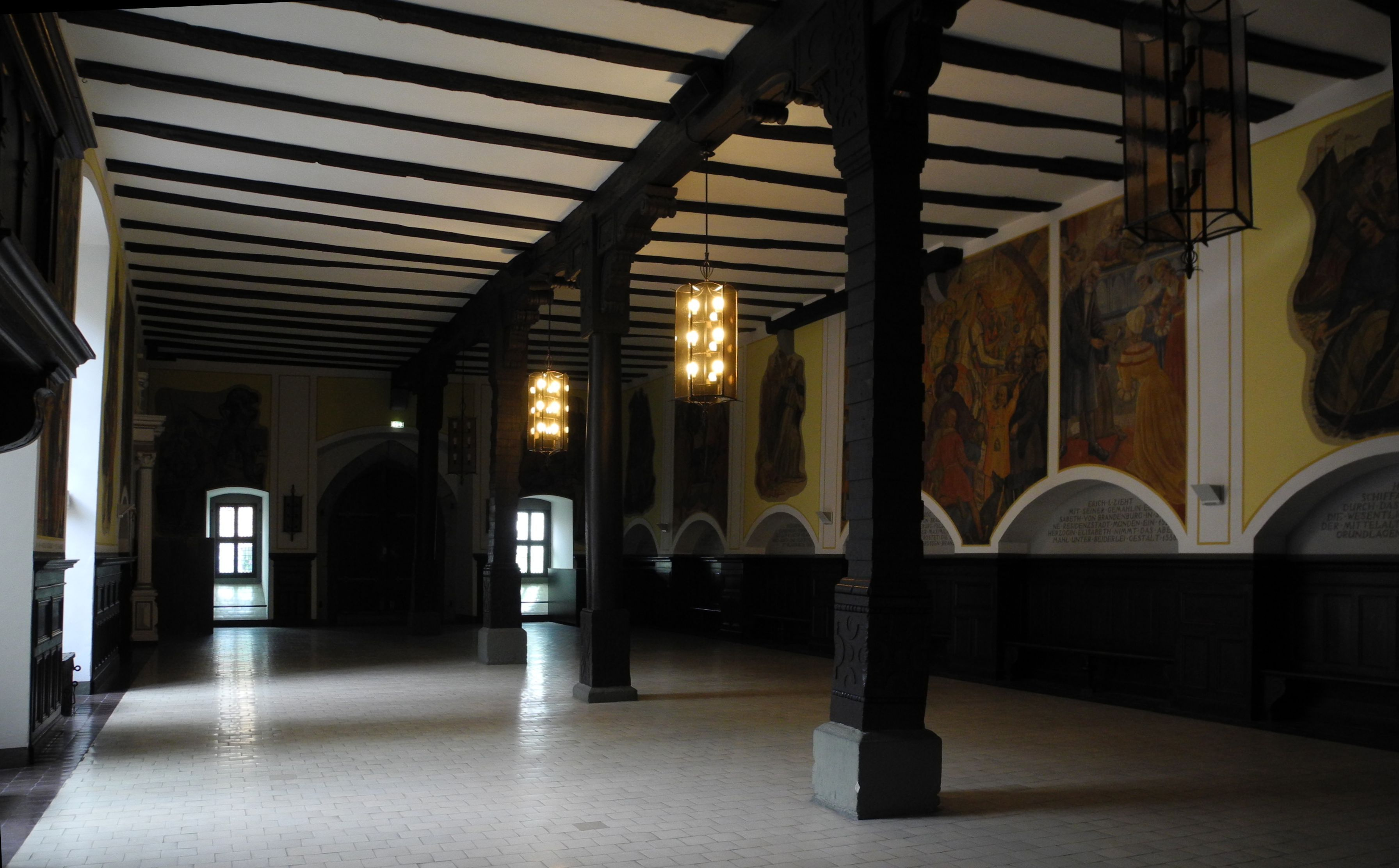
Interieur stadhuis
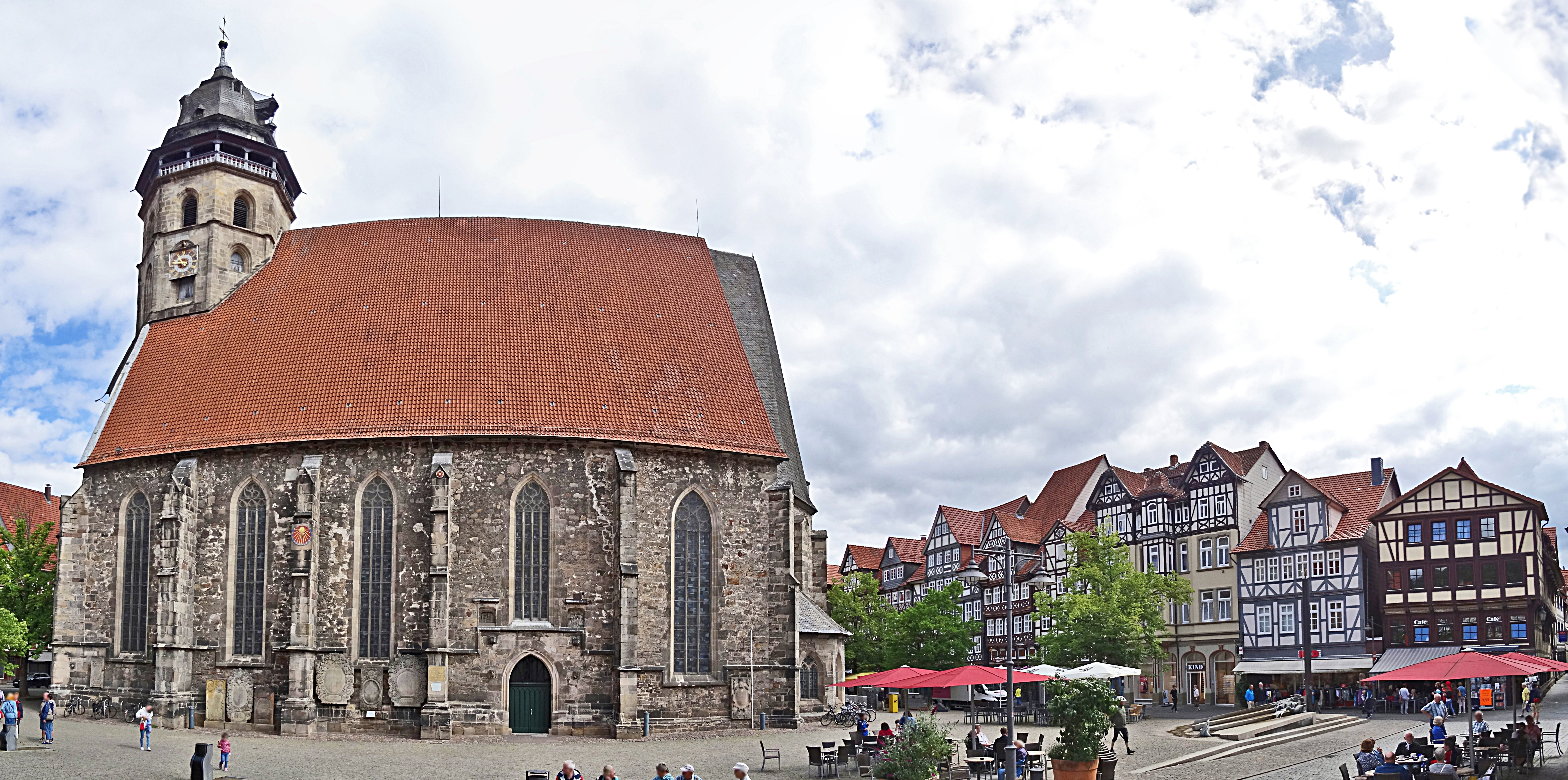
St.-Blasiuskerk
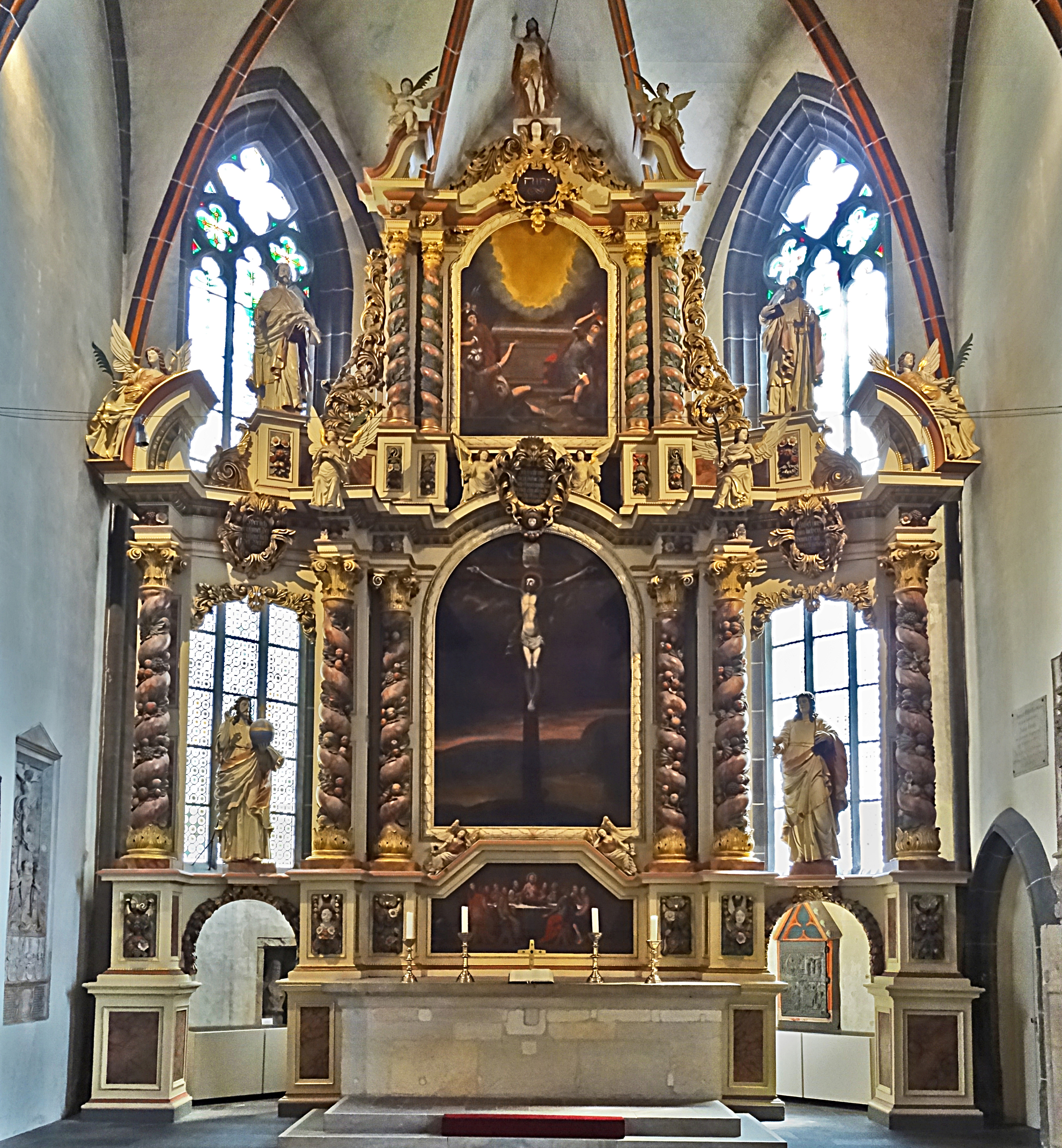
Altaar in dit kerkgebouw
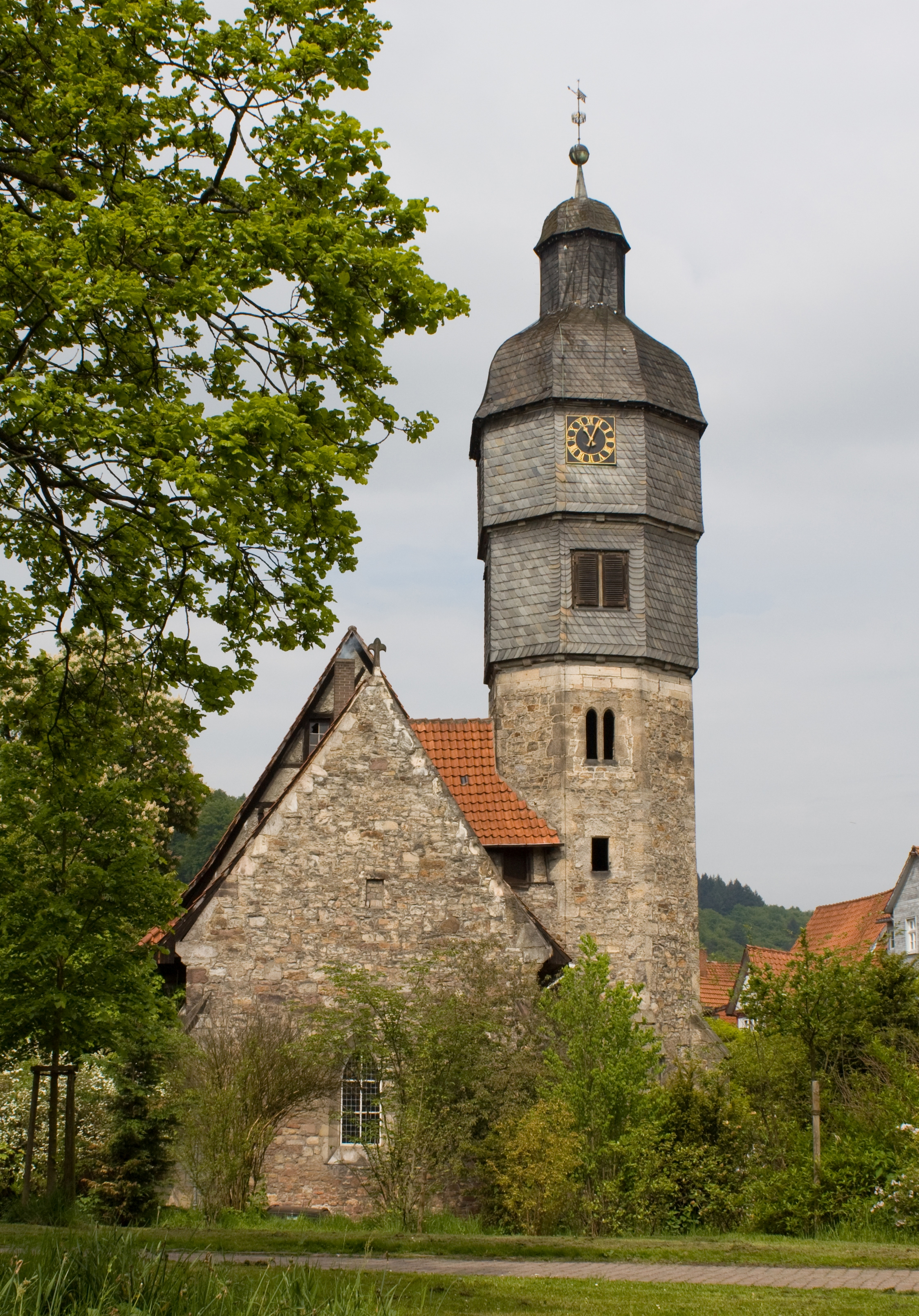
Voormalige Egidiuskerk
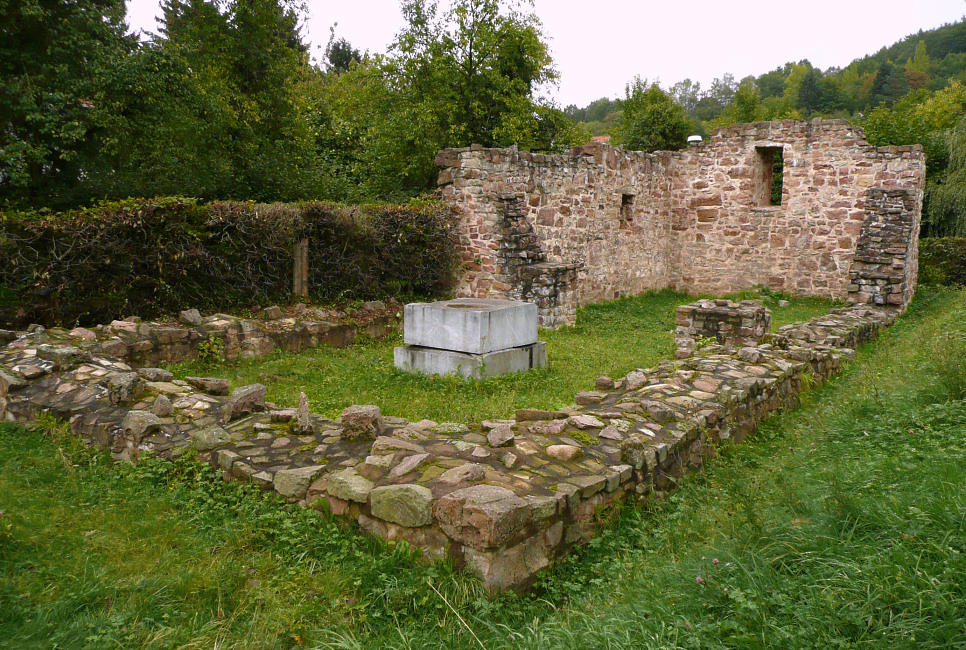
Ruïne Sint-Laurentiuskerk
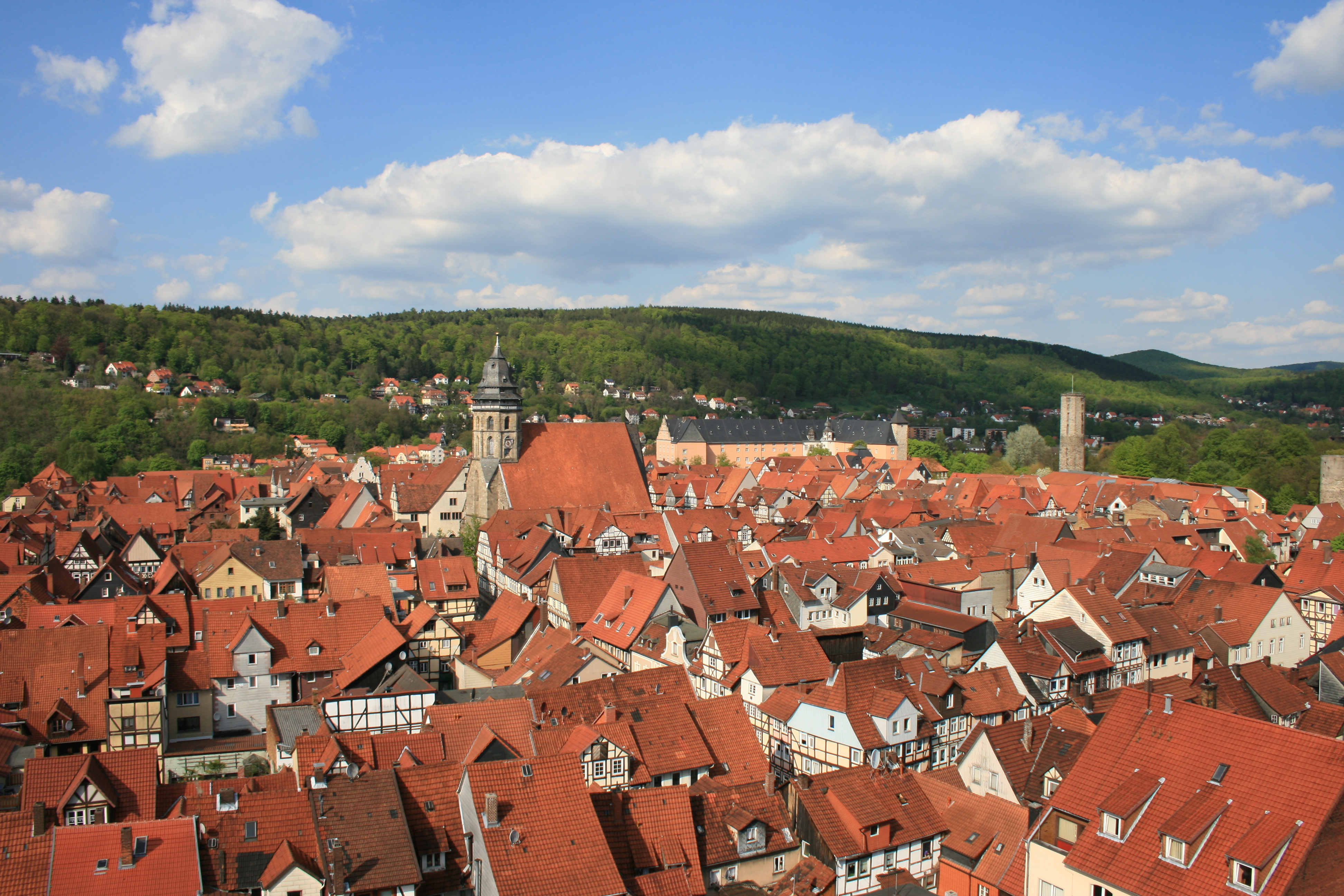
Centrum
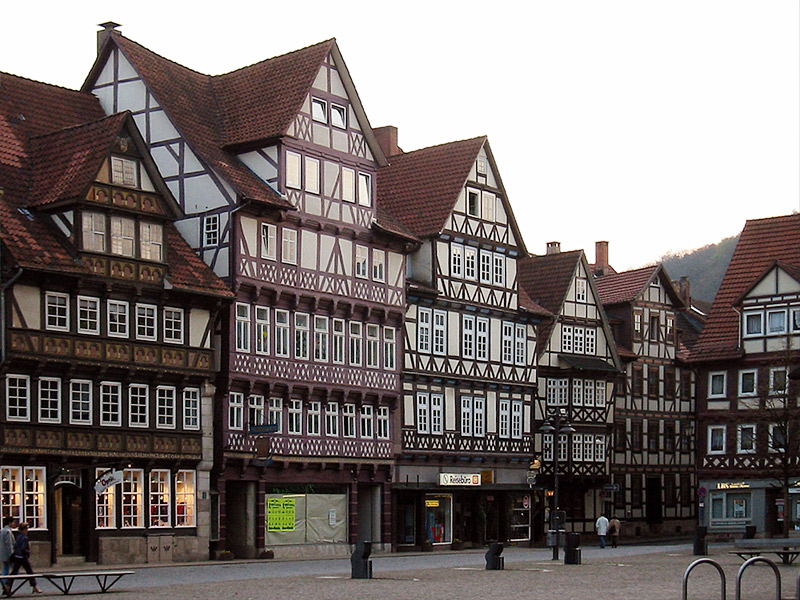
Vakwerkhuizen aan de Kirchplatz
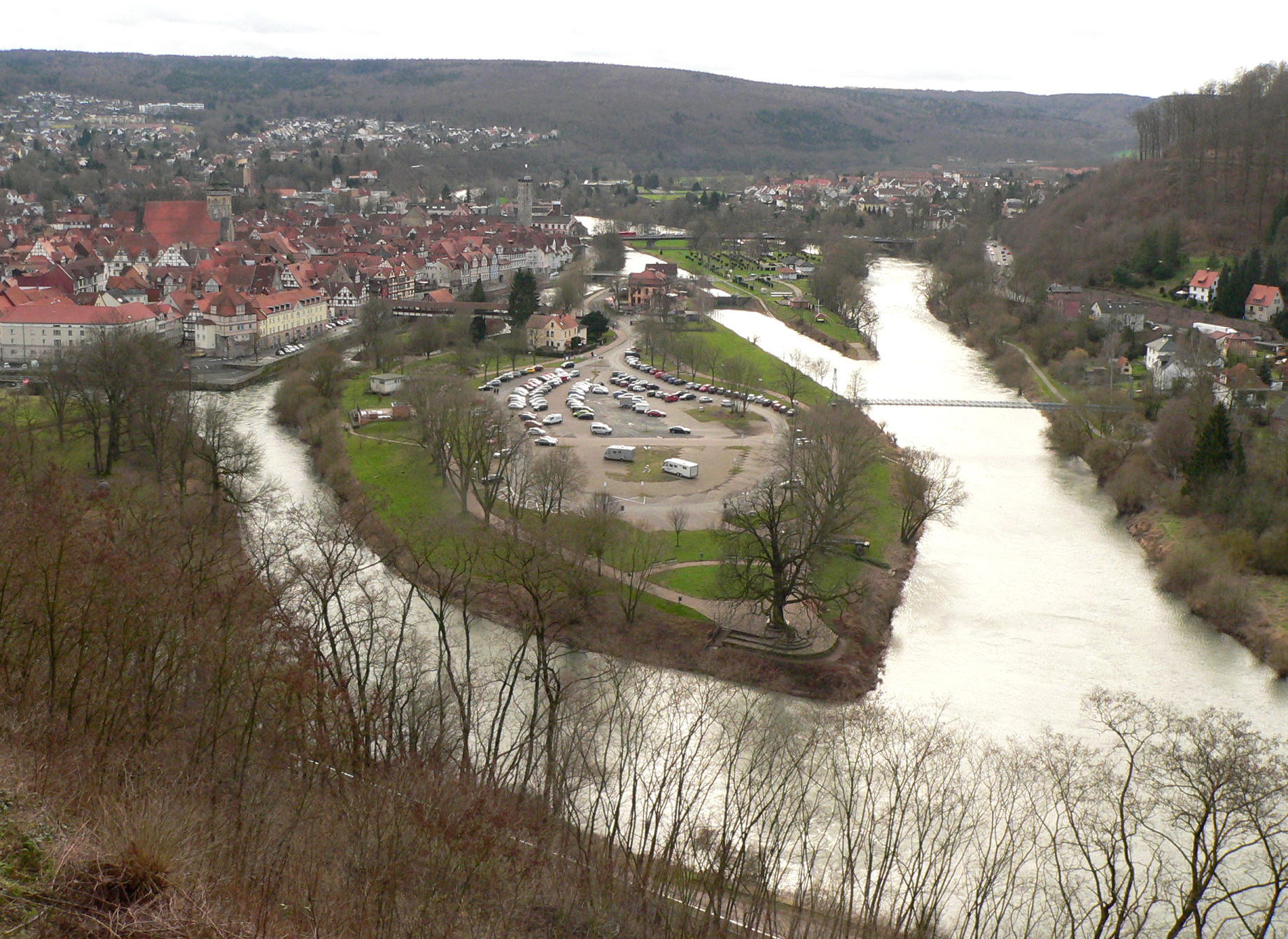
De Tanzwerder met rechts de Fulda, links de Werra
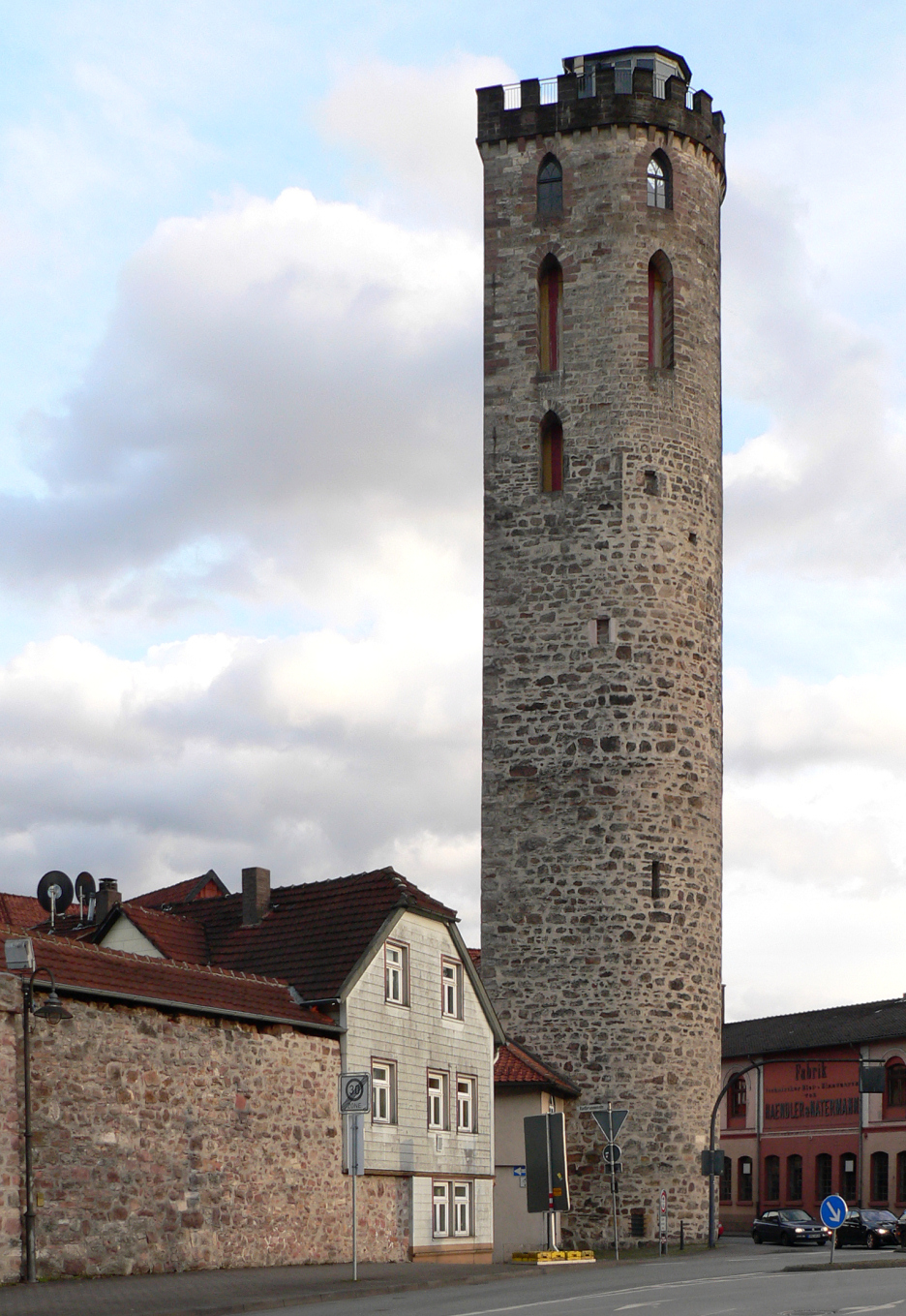
De Fährenpfortenturm, van 1848-1975 in gebruik als loodtoren
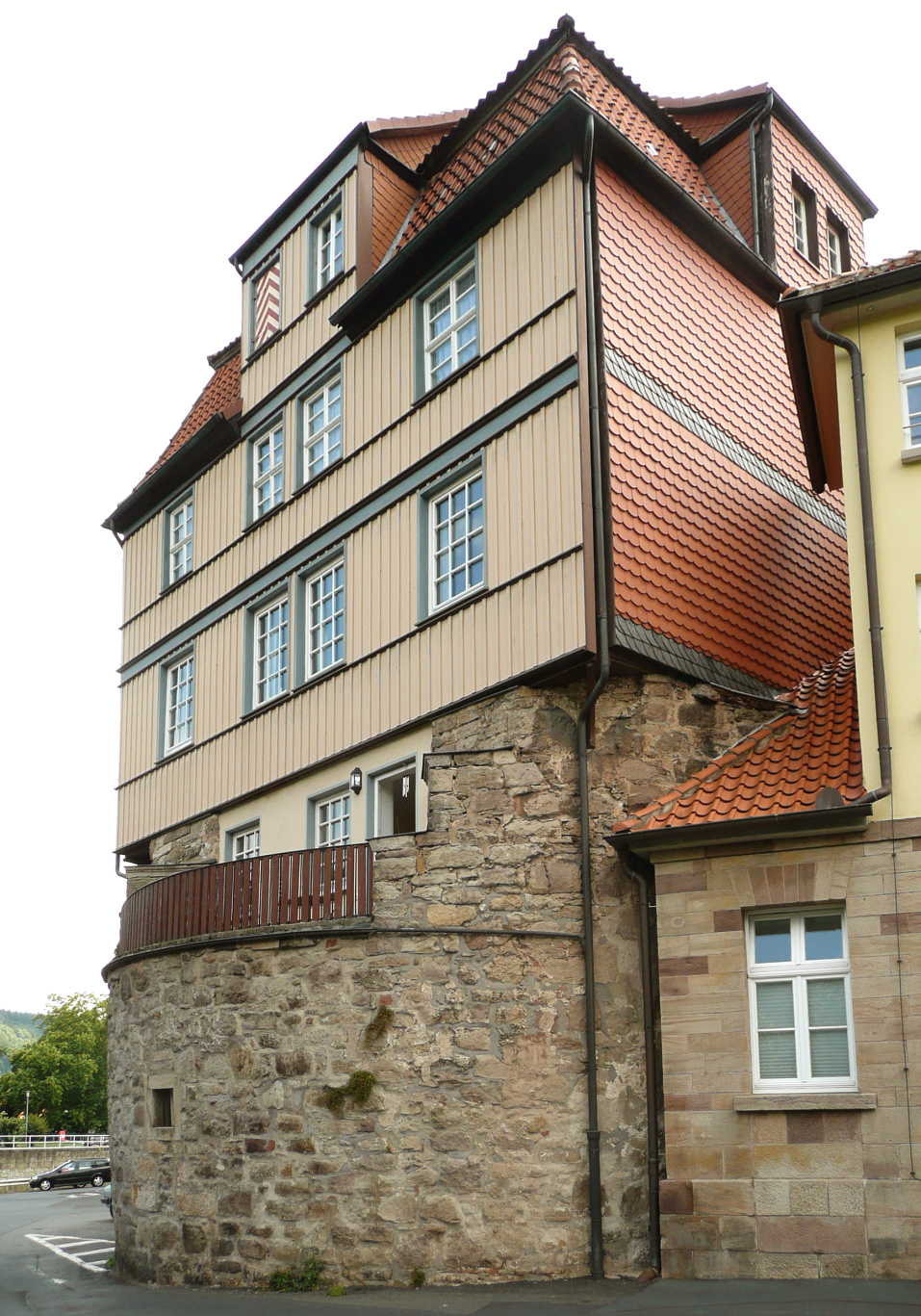
Bolwerk Altes Sydekum
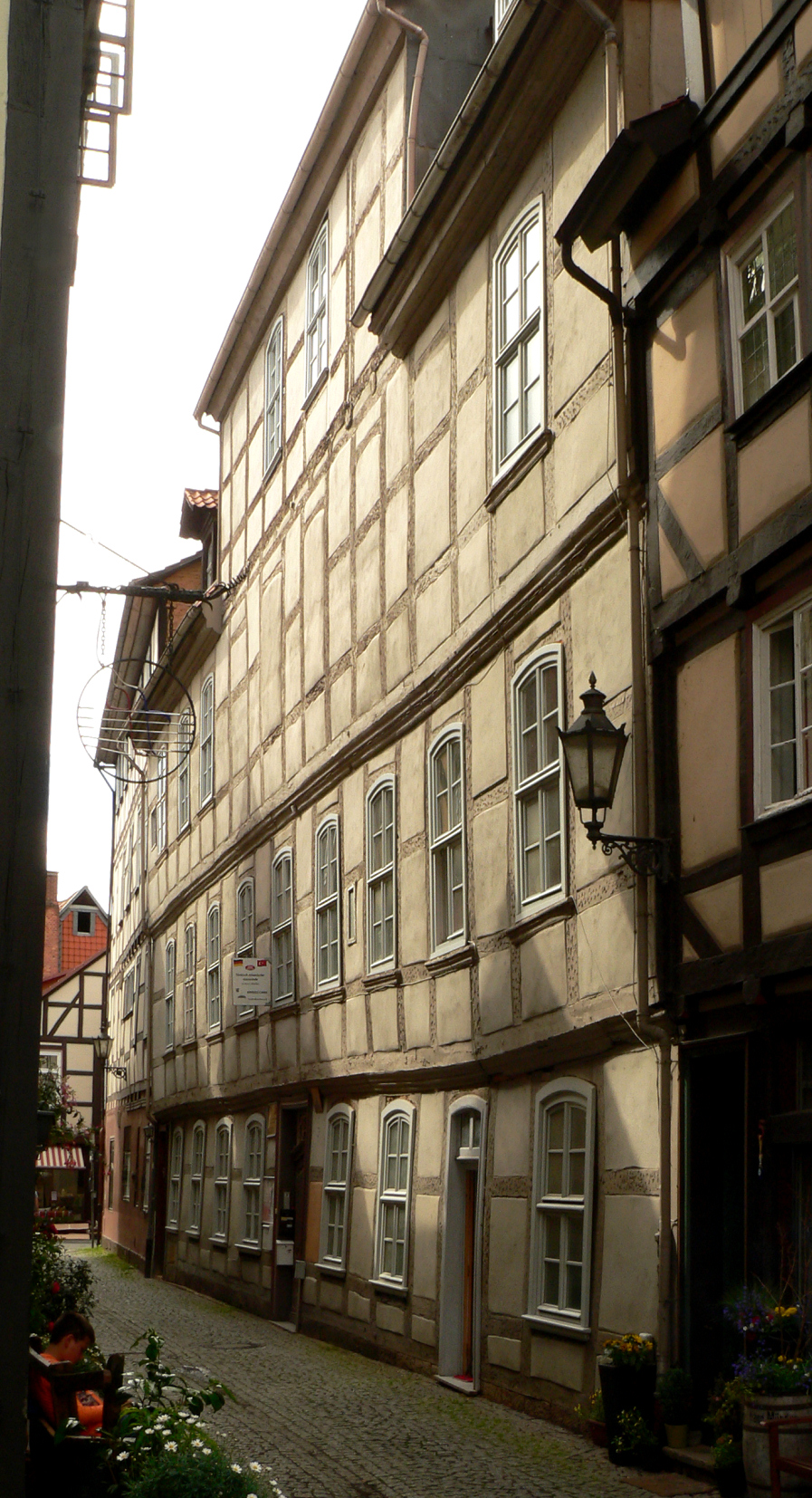
Voormalig hotel Neues Sydekum, bouwjaar 1783, wellicht de enige in een monumentaal vakwerkhuis gevestigde moskee
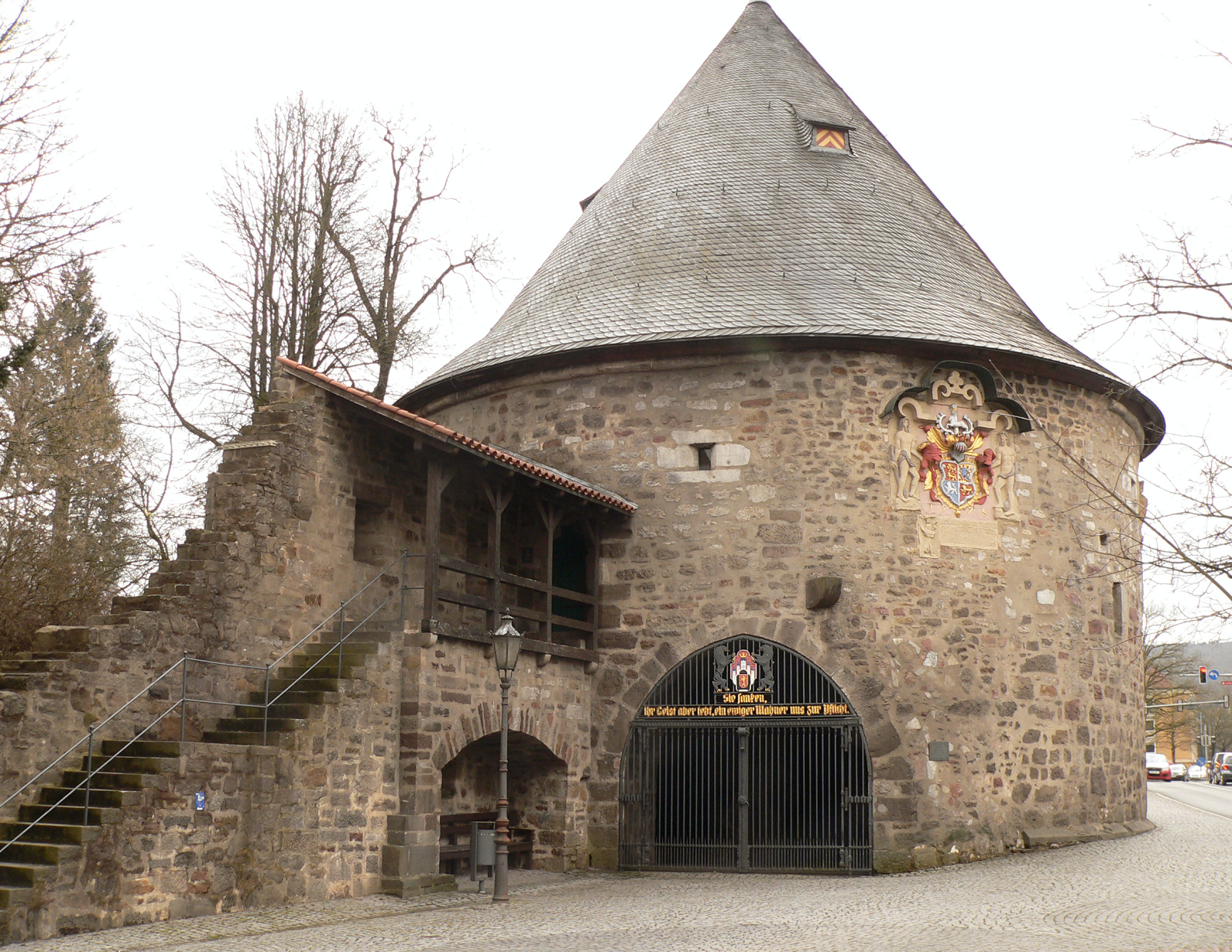
Stadstoren Rotunde
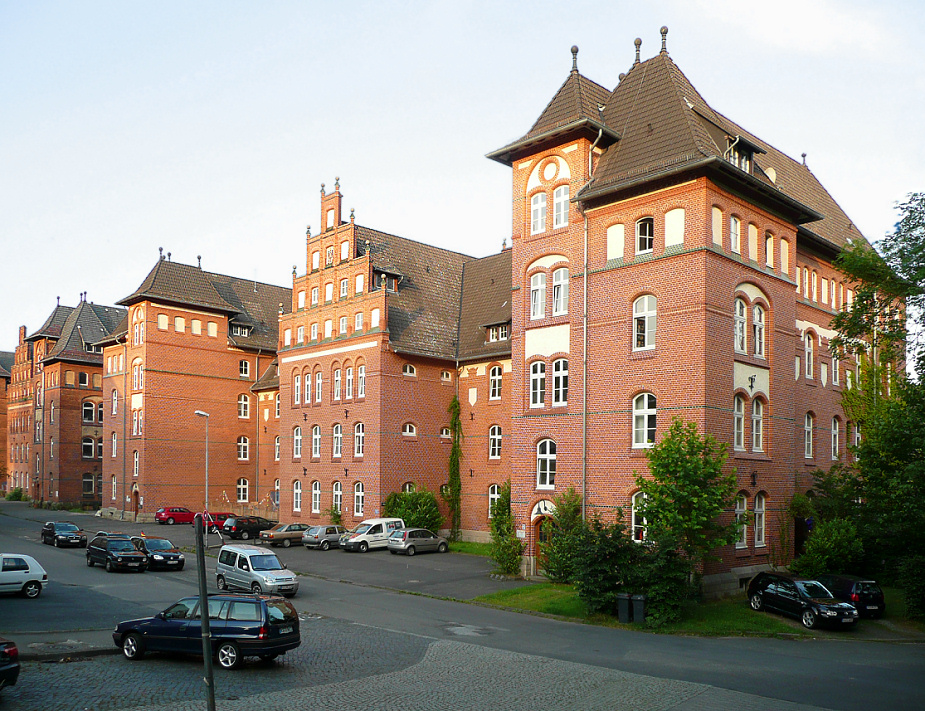
Voormalige kazerne in het kasteel
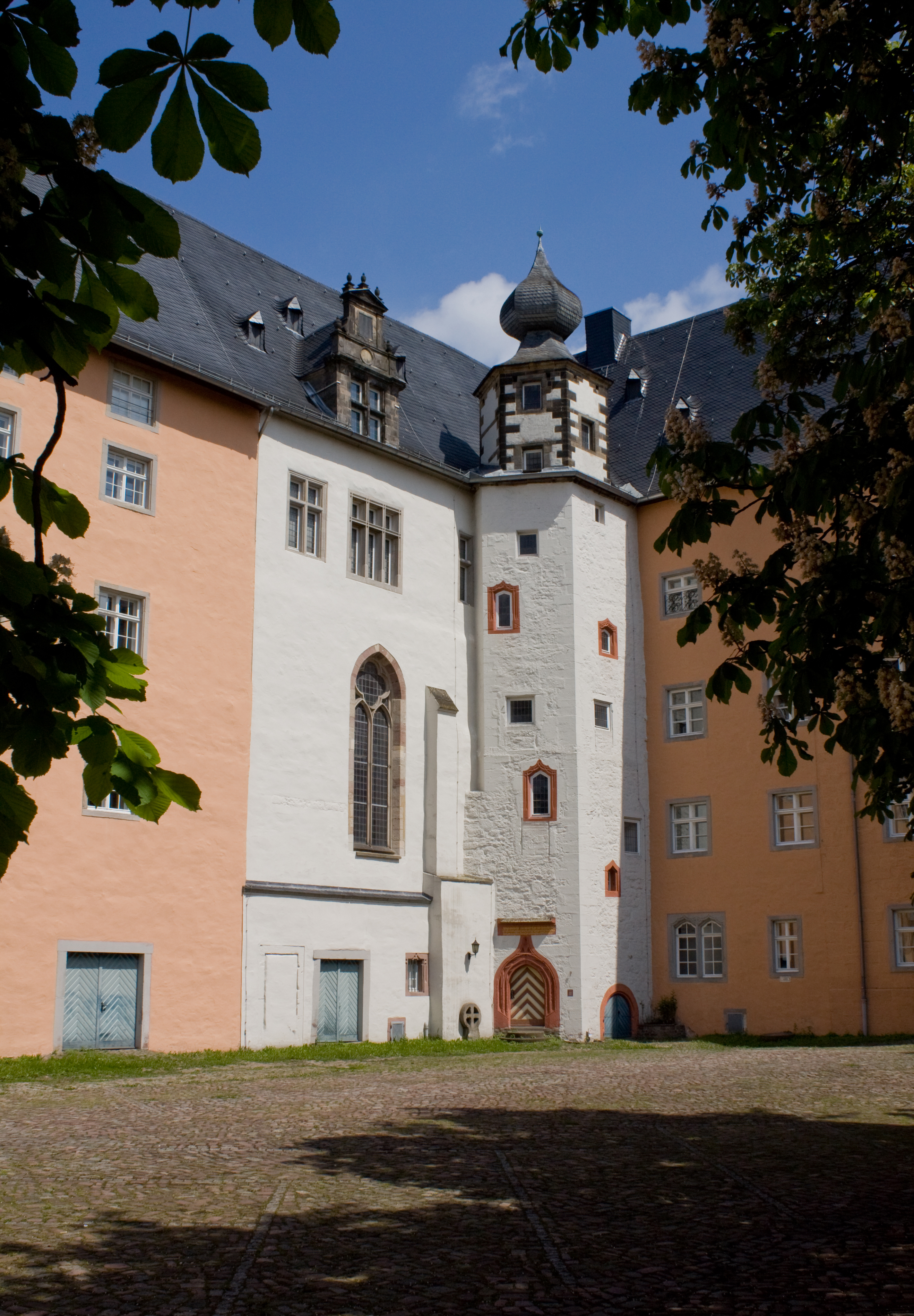
Kapel van het slot
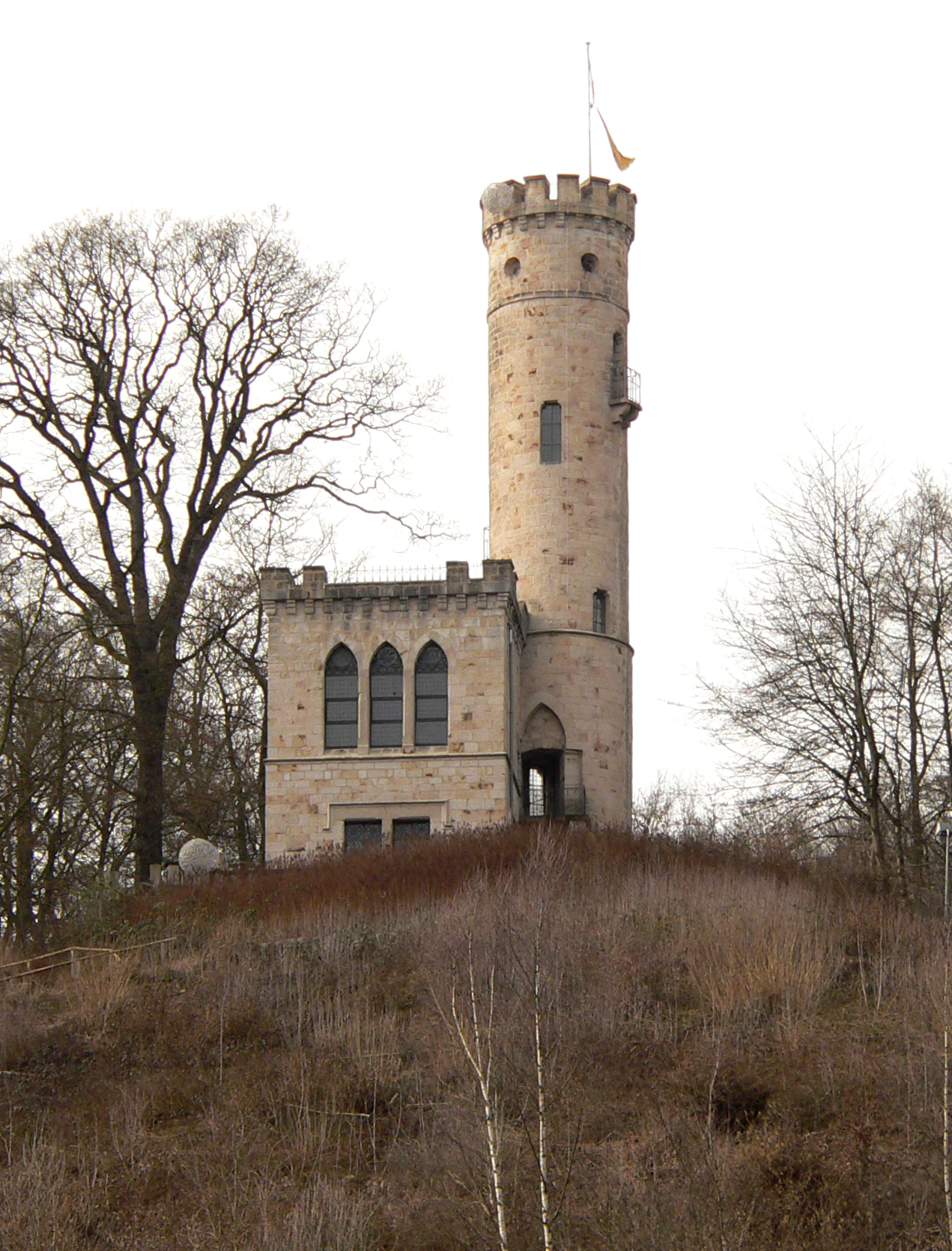
De Tillyschanze
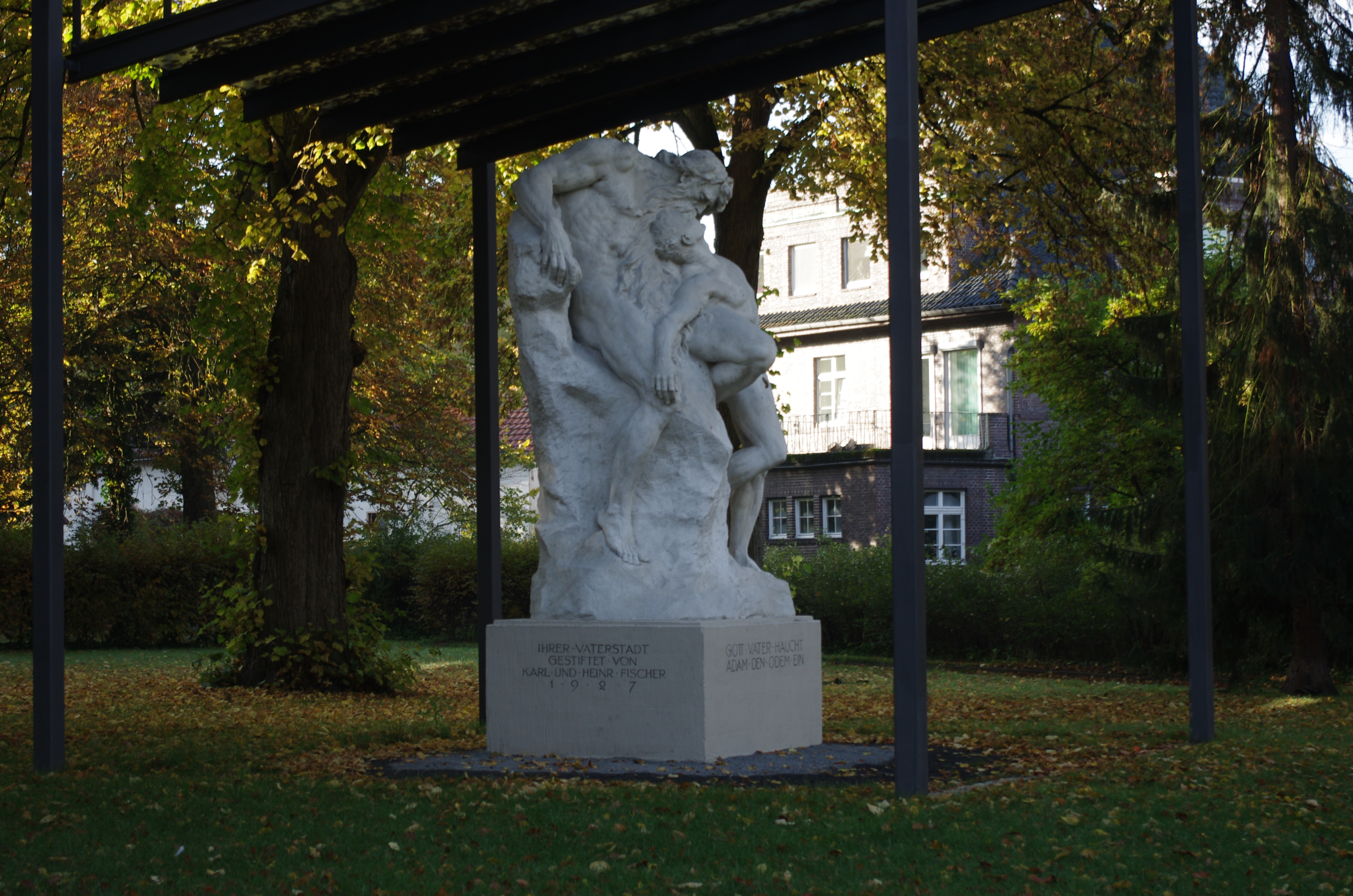
Beeldhouwwerk in Hann. Münden door Gustav Eberlein
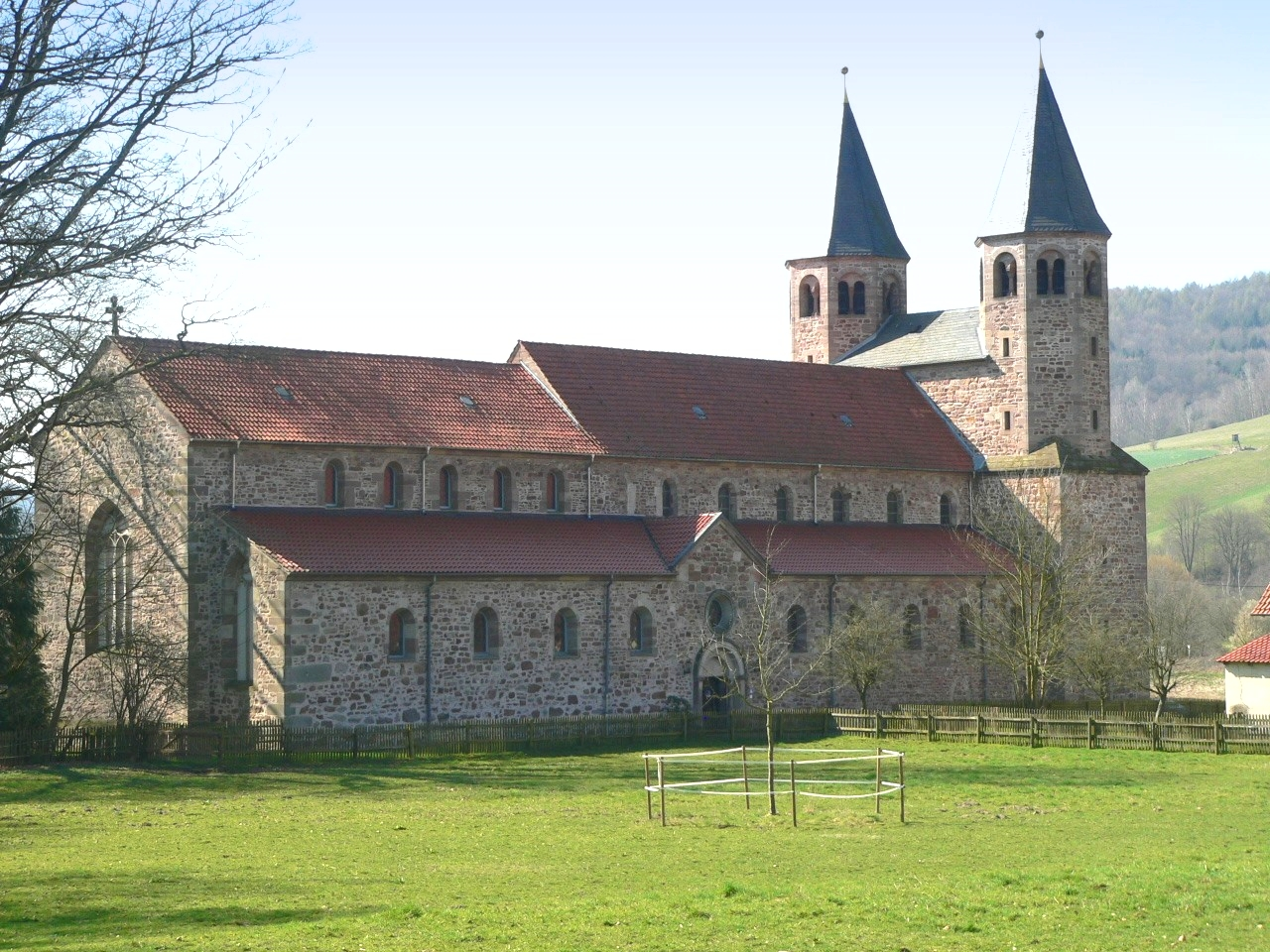
Kloosterkerk van Bursfelde
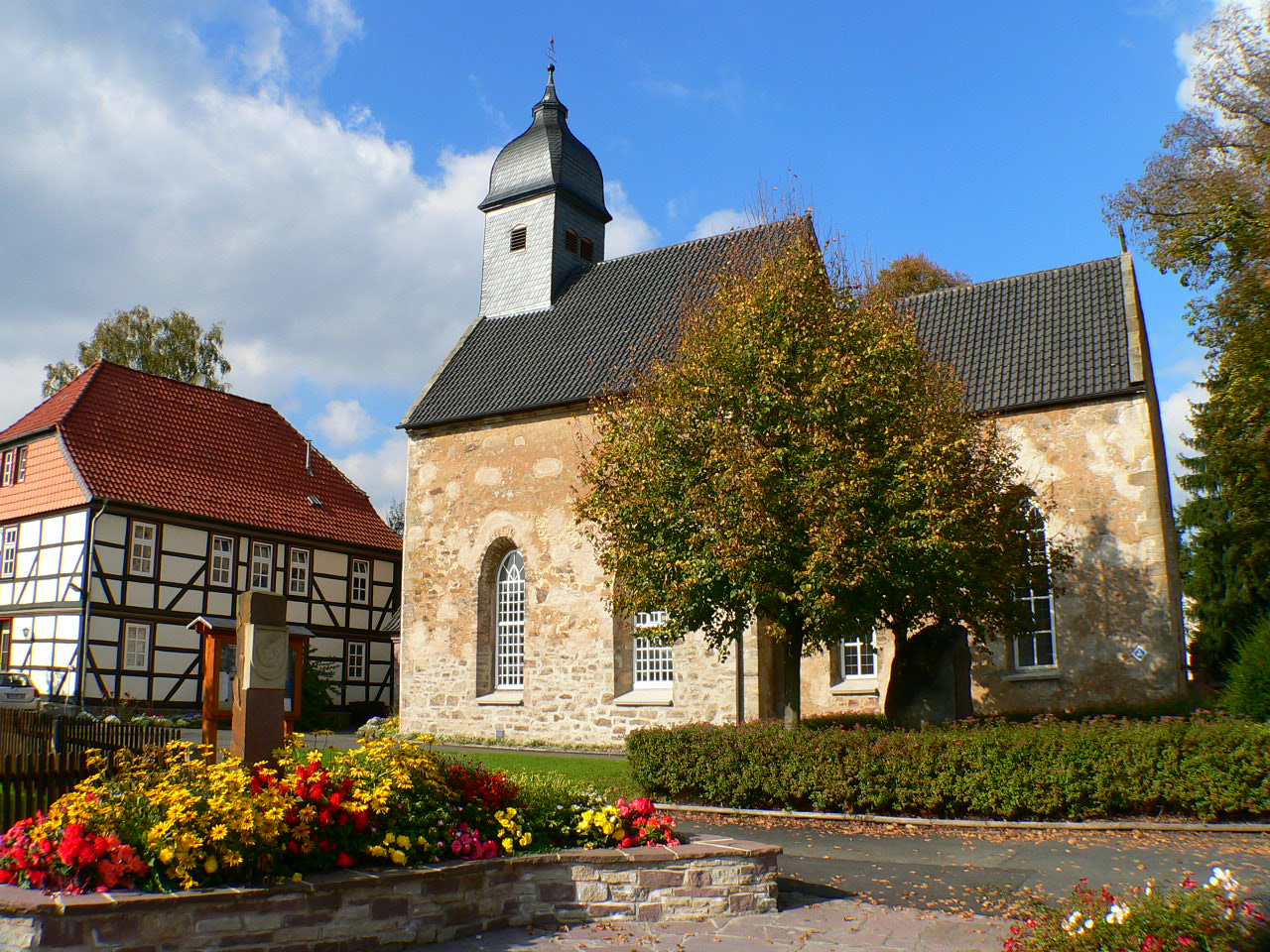
De 11e-eeuwse dorpskerk van Gimte

## Partnersteden
- Suresnes (Frankrijk), sinds 1970
- Hackney, een gedeelte van Londen, Engeland, sinds 1973
- Holon (Israël), sinds 1988
- Chełmno nad Wisłą (Polen), sinds 1990

## Met de gemeente verbonden personen

### Geboren in Hann. Münden
- Johannes Krabbe (1553-1616), astronoom
- Hermann Friedrich Teichmeyer (geb. 30 april 1685 in Münden; overl. 5 februari 1744 in Jena), vooraanstaand arts (patholoog-anatoom), hoogleraar aan de Universiteit van Jena
- Georg Friedrich Grotefend (1775-1853), oudheidkundige
- Adolph Northen (1828-1876), kunstschilder
- Karl Laabs (geb. 30 januari 1896, overl. op 4 maart 1979 in Reinhardshagen), in 1943 in het bezette Polen redder van ruim 100 Joden nabij Kamp Auschwitz, posthuum uitgeroepen tot Rechtvaardige onder de Volkeren
- Ernst Wollweber (1898-1967), DDR-politicus
- Christa Schroeder (1908-1984), secretaresse van Adolf Hitler
- Peter Schnittger (1941), voetbalcoach
- Niclas Huschenbeth, als kleine jongen geheten Niclas Seifert, geboren op 29 februari 1992, schaakgrootmeester (Elo-rating in februari 2025: 2593) en -commentator, blogger en online-schaakleraar, secondant van de topschaker Hikaru Nakamura
- Felicitas Rauch (1996), voetbalster

### Overigen
- Zie ook hierna: Doktor Eisenbart(h), 1663-1727.
- Gustav Eberlein (geboren te Spiekershausen, gem. Staufenberg, 1847; overleden te Berlijn, 1926), succesvol beeldhouwer in traditioneel academische stijl, maakte grote, bronzen standbeelden van hoge functionarissen, waarvan er veel in de Tweede Wereldoorlog zijn omgesmolten; woonde het grootste deel van zijn leven te Hann. Münden

## „Doktor Eisenbart(h)“[8]

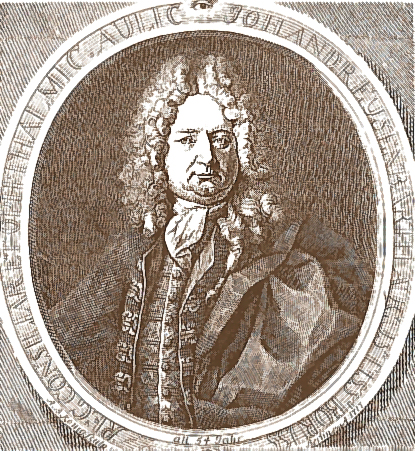
De echte Dr. Eisenbarth op een prent uit 1717
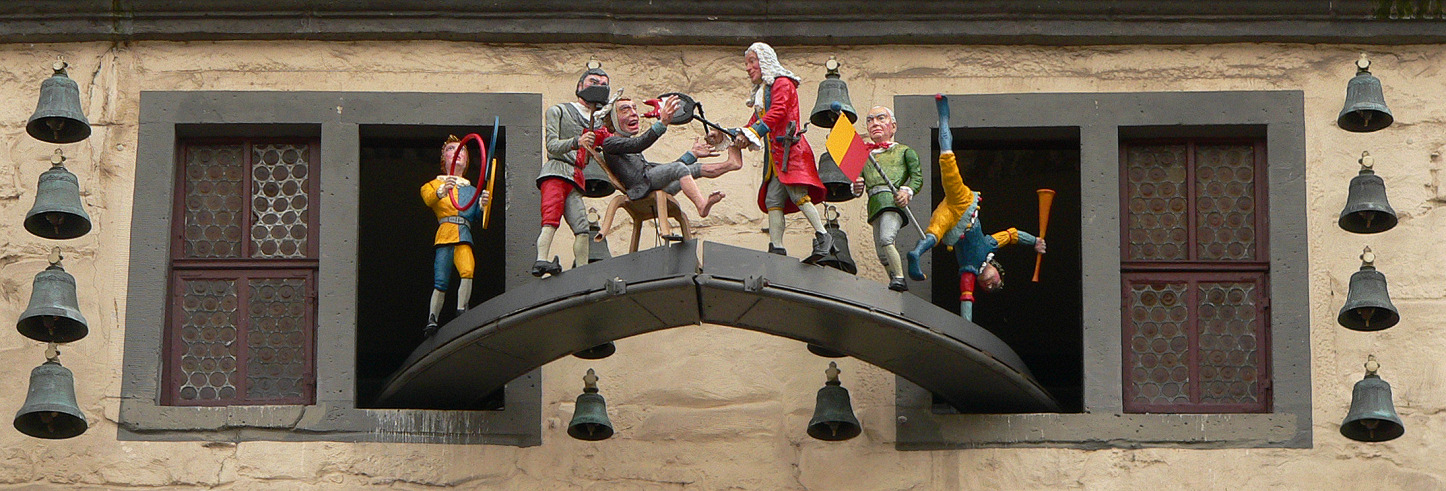
Doktor-Eisenbart-carillon aan het raadhuis van Hann. Münden
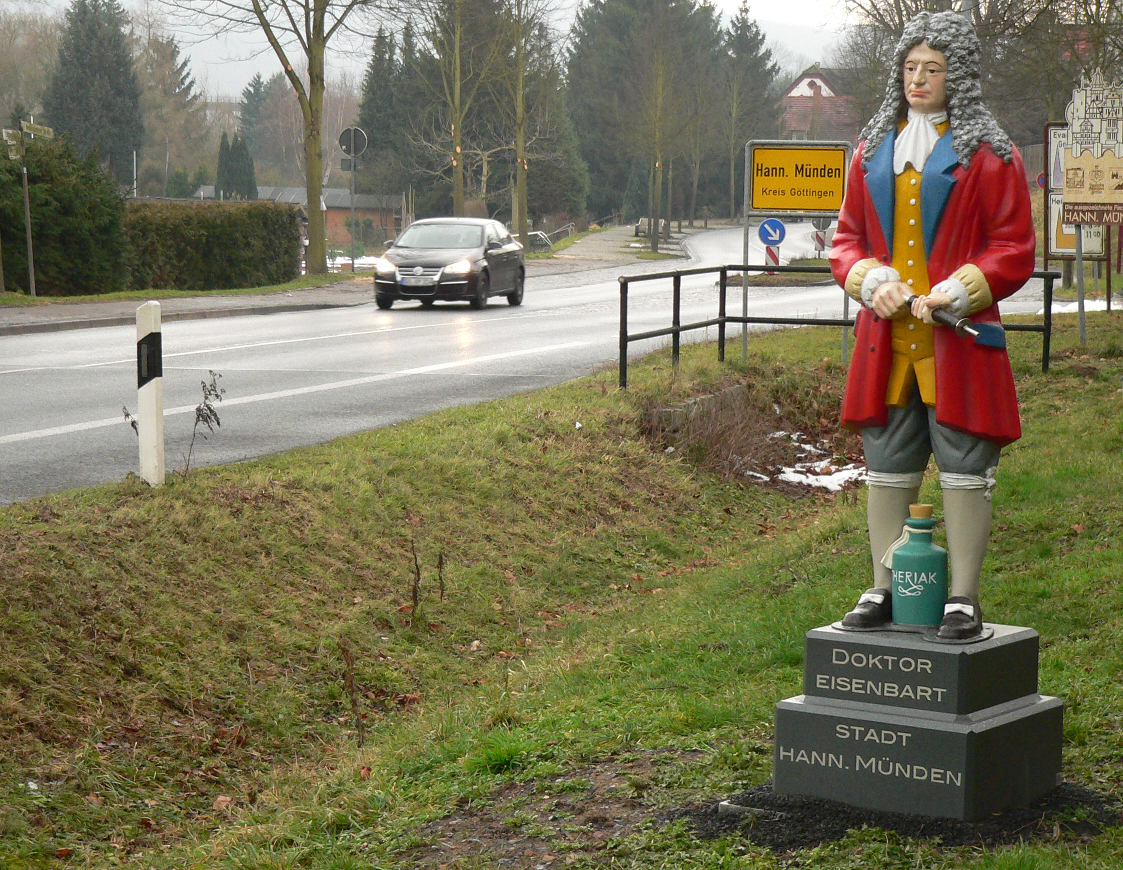
Afbeelding van Johann Andreas Eisenbarth („Doktor Eisenbarth“)
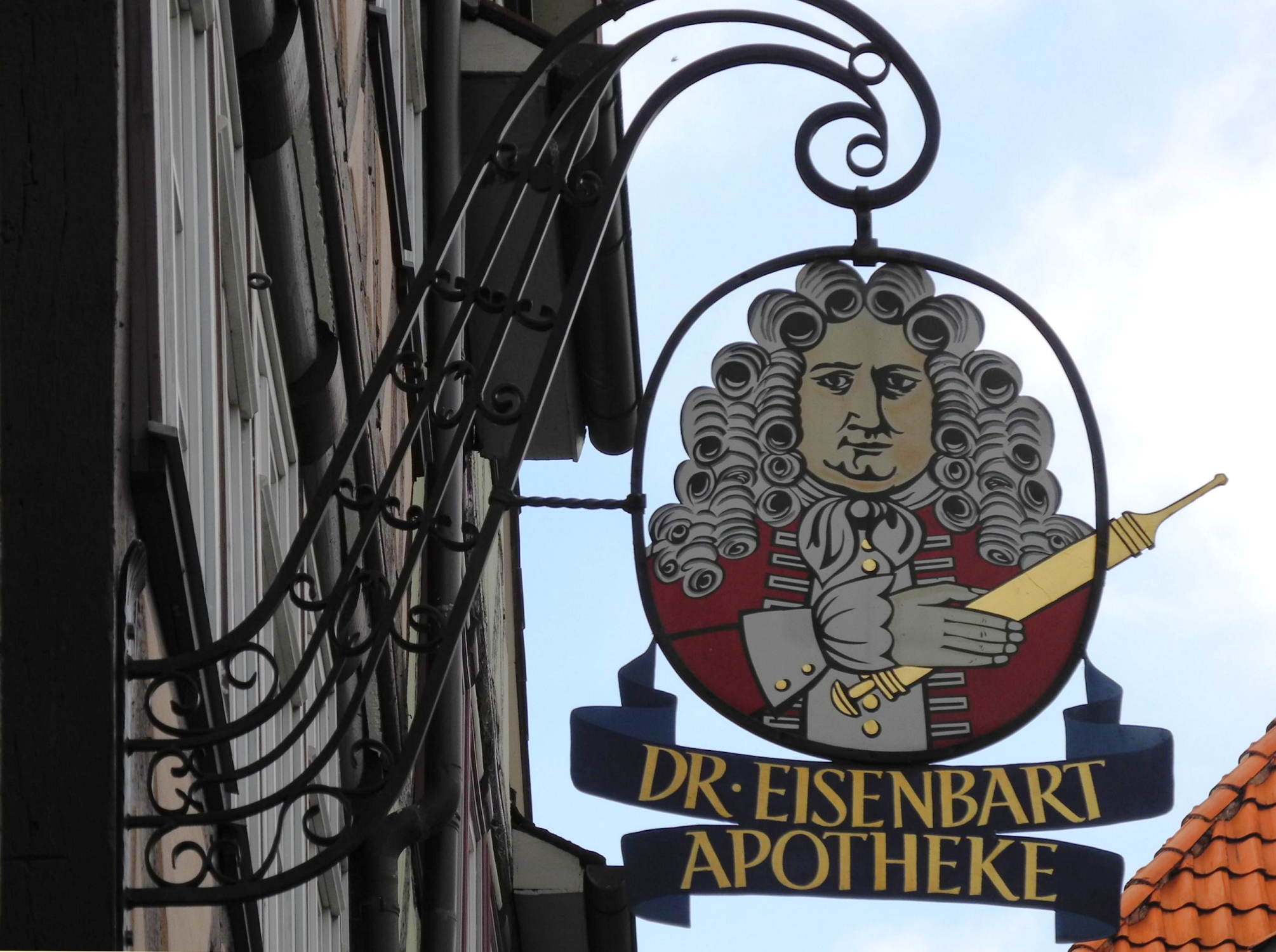
Uithangbord apotheek te Hann. Münden

Met Hann. Münden is de legendarische figuur verbonden van de 18e-eeuwse chirurgijn, volgens slechts een klein aantal critici kwakzalver, Johann Andreas Eisenbart(h) (geboren plm. 27 maart 1663 in Oberviechtach in der Oberpfalz; overleden op 11 november 1727 te Hann. Münden) of Doktor Eisenbart(h), over wie o.a. in studentenkringen al sedert omstreeks 1800 populaire verhalen en liederen ontstonden.
Deze Doktor Eisenbarth heeft echt bestaan, heeft nooit een academische graad in de medicijnen behaald, maar was wèl echt, met succes, met name in de periode 1686-1715, werkzaam als chirurgijn en oogarts, onder andere aan het hof van koning Frederik Willem I van Pruisen. Ook Johann Andreas' vader Matthias (1627–1673) was chirurgijn en vee-castreerder geweest. In 1684 was Eisenbarth toegelaten tot het gilde der Handwerkschirurgen (chirurgijns), na bij wijze van meesterproef met succes een staaroperatie te hebben uitgevoerd.
Eisenbarth paste bij het verrichten van operaties technieken toe, die na zijn dood nog op dezelfde manier werden uitgevoerd door Lorenz Heister (1683-1758), die wel als serieus wetenschapper en chirurg de geschiedenis is ingegaan. Eisenbart verkreeg door zijn succesvolle behandelingen van leden van de hoge adel overal tolvrijheid. Dat stelde Eisenbarth in staat, vrij snel, met zijn team van meer dan honderd assistenten, door heel het Duitstalige gebied te reizen. Eisenbarth beschikte ook over eigen manufacturen, waar geneesmiddelen werden bereid. Verder was hij een pionier op het gebied van marketing; hij maakte reclame voor zichzelf door o.m. pamfletten en krantenadvertenties, iets wat in het begin van de 18e eeuw nog een zeldzaamheid was. Tot de marketingstrategie behoorde ook, dat hij van het rooms-katholieke naar het evangelisch-lutherse christendom overstapte. Daardoor kreeg hij in 1686 van hertog Frederik I van Saksen-Gotha-Altenburg het privilege, overal in diens gebied zijn diensten te mogen aanbieden. Andere monarchen verleenden hem soortgelijke rechten; in totaal zijn 10 privilegebrieven voor Eisenbart(h) bekend.
Over Eisenbart(h) wordt gezegd, dat hij, evenals andere rondtrekkende chirurgijns, jaarmarkten en kermissen bezocht en ter plaatse mensen behandelde. Zijn reputatie was echter zó goed (de aanbevelingen, waarmee hij adverteerde, berustten op ware feiten), dat hij het niet nodig had, in het openbaar spectaculaire genezingen uit te voeren. Eisenbarth bezocht zijn patiënten thuis; anders dan zijn collega's, bleef hij langer in een bepaald dorp of stadje, zodat hij patiënten nog nazorg kon bieden. In de tijd, waarin Eisenbarth optrad, was er nog een scheiding tussen inwendige en uitwendige geneeskunst. De inwendige geneeskunst was voorbehouden aan academisch geschoolde chirurgen en artsen. De uitwendige geneeskunst, waartoe ook de tand- en oogheelkunde behoorde, was Eisenbarths werkterrein. Hij kon zich een groot huis te Maagdenburg veroorloven (Zum güldenen Apfel), waar hij zijn geneesmiddelen, waaronder zalfjes, elixers en tincturen, die hij altijd op reis meenam, liet bereiden.
Later onderzoek wijst erop, dat Eisenbarth onder de rondtrekkende chirurgijns tot de besten in het vak moet hebben behoord, ondanks dat enige patiënten een behandeling door hem van gal- of nierstenen niet hebben overleefd. Eisenbarth overleed in 1727 te Hann. Münden aan een slepende ziekte, die hij niet kon genezen.
Hij werd in geheel Duitsland weer bekend door een omstreeks 1800 geschreven komisch drinklied (dat aan zijn werkelijke capaciteiten als geneesheer weinig recht doet), dat in studentenkringen te Göttingen ontstond, en nog steeds gezongen wordt. De melodie hiervan (Ich bin der Doktor Eisenbart) is in Hann. Münden regelmatig te horen, wanneer het kleine carillon van het stadhuis het lied speelt.
De eerste drie strofen van de meest gebruikelijke versie van dit drinklied luiden als volgt:
Ich bin der Doktor Eisenbarth,

widewidewitt, bum bum

Kurir die Leut nach meiner Art,

widewidewitt, bum bum

Kann machen, daß die Blinden gehn,

Und daß die Lahmen wieder sehn.

(refrein, 2 regels) Gloria, Viktoria, widewidewitt juchheirassa!

Gloria, Viktoria, widewidewitt, bum bum.

Es hatt einmal ein alter Mann

widewidewitt, bum bum

Im Rachen einen hohlen Zahn,

widewidewitt, bum bum

Ich schoß ihn raus mit der Pistol,

Ach Gott, wie ist dem Mann so wohl.

Gloria, Viktoria…

Drauf rief mich stracks der große Zar,

widewidewitt, bum bum

Er litt schon lang am grauen Star,

widewidewitt, bum bum

Ich stach ihm beede Augen aus,

Jetzt ist der Star wohl auch heraus.

Gloria, Viktoria…
- https://www.labbe.de/kinderideen/ich-bin-der-doktor-eisenbart Kinderversie van dit lied; onderaan kan men de melodie aanklikken.